# История Волгограда
Статья описывает предпосылки для создания города в дороссийский период и существование Царицына (1589—1925), Сталинграда (1925—1961), Волгограда (с 1961 года).

## До основания Царицына
На территории северной окраины Волгограда находилась среднепалеолитическая стоянка Сухая мечётка, относящуюся к периоду Микулинского межледниковья. На южной окраине города известны курганы ямной, катакомбной и срубной археологических культур бронзового века.
С середины VI века до н. э. междуречье Волги и Дона заселяют савроматы. Их погребения находили около Виновки и на краю Ергенинской возвышенности в 3 км к западу от станции Бекетовской. В пределах промышленной зоны Красноармейского района известны сарматские захоронения, преимущественно первых веков нашей эры. Многочисленные сарматские курганы находили также на Ергенинской возвышенности и прилегающих к городу районах.
Рождение городу дали Волжский торговый путь, волгодонская переволока и судоходство на Волге. Они стали складываться в X веке, их основными участниками стали Русь (в верховьях Волги), Волжская Булгария (на Средней Волге) и Хазария (на волгодонском междуречье и нижней Волге). Роль торговых агентов исполняли варяги и арабские купцы. На территории Советского и Кировского районов современного Волгограда находили захоронения салтово-маяцкой археологической культуры, связываемой с Хазарским каганатом.
К концу X века волжская торговля нарушается из-за волн переселения печенегов (с 950-х годов), половцев (с 1100-х годов), завоевательного похода Батыя (1236—1243). Волжский торговый путь возрождается уже после монгольского завоевания, когда вся Волга оказалась под контролем улуса Джучи — Золотой Орды. В междуречье стали пересекаться три торговых пути с севера на юг: Дон, Волга, Ахтуба и путь с востока на запад — самая северная тропа Великого шелкового пути, и этот фактор удобного торгового расположения был использован в 1260 году при закладке столицы Золотой Орды Сарай-Берке (в 60 км от нынешнего Волгограда).
На месте современного Волгограда между реками Сухая и Мокрая Мечётка находилось ордынское поселение с неизвестным названием. Российские переселенцы назвали его Мечётным городищем. В городище были найдены монеты времён улуса Джучи — с 1274 по 1377. Современные археологи не успели обследовать Мечётное городище, так как его строения растаскивались на строительный кирпич с момента самого основания Царицына. Профессиональная экспедиция археолога Баллада 1920 г. была прервана Гражданской войной, и окончательно следы городища были уничтожены ведущейся с 1930-х гг. по настоящее время застройкой волгоградского микрорайона Спартановки (здесь же погибла стоянка древнего человека Сухая Мечётка). Гидроним «Мечётка» вероятно дан по этому поселению, он встречается в центральной России и происходит от др.-рус. «мечькъ» — медведь, но в степи медведи не водятся, поэтому наиболее вероятно, что река была названа по существовавшим некогда развалинам мечети. Волгоград не является преемником этого поселения, оно расположено в 18 км севернее исторического ядра Царицына и прекратило своё существование за 200—250 лет до его основания. Золотоордынское поселение существовало также в устье реки Царицы.
С XV века, в результате названных русскими летописцами «Великой замятней» событий, Золотая Орда стала распадаться на самостоятельные ханства: Казанское, Сибирское, Астраханское, Крымское и другие более мелкие. Распад сопровождался кровопролитными войнами и угоном населения в рабство. Сарай-Берке постепенно разрушался и пустел при войнах ордынских ханов между собой, и, в итоге, был окончательно покинут населением. Русское государство, наоборот, проходило в XV в. период централизации вокруг Московского княжества, становилось всё сильнее и покоряло ханства одно за одним: Казанское в 1552, Астраханское в 1556, Сибирское в 1583.
На время основания Царицына непокорённым оставалось Крымское ханство — защищённое Диким полем, Перекопом и военной поддержкой Османской империи, оно являлось главной опасностью для всего юга России. Территория волгодонского междуречья была легко досягаема во время набегов и непригодна для мирных поселений, однако при организации военной охраны стал возможен речной торговый путь от Нижнего Новгорода до нового российского города — Астрахани, причём на всём этом пути не был брошен людьми только один город — Казань. Волжский торговый путь опять возродился, Московское княжество продавало в Астрахани лес, зерно, сукно, кожи, воск, мёд, а покупало соль, ткани, металлы (собственной добычи железа на нужды страны не хватало, а добычи цветных металлов не было совсем), ладан. Волга стала транзитной и для международной торговли, Англия искала пути торговли с Персией для покупки шёлка и специй в обход конкурентов — Испании и Португалии. Кстати, первое упоминание о Царицыне дошло до нас в письме купца Московской компании Христофора Бэрроу (русских источников за этот период не сохранилось из-за пожаров в Москве 1626 и 1701 годов, когда сгорел весь архив Казанского Приказа).

## Царицын

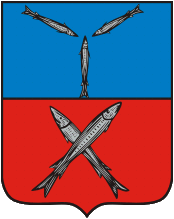
Герб Царицына (1857)

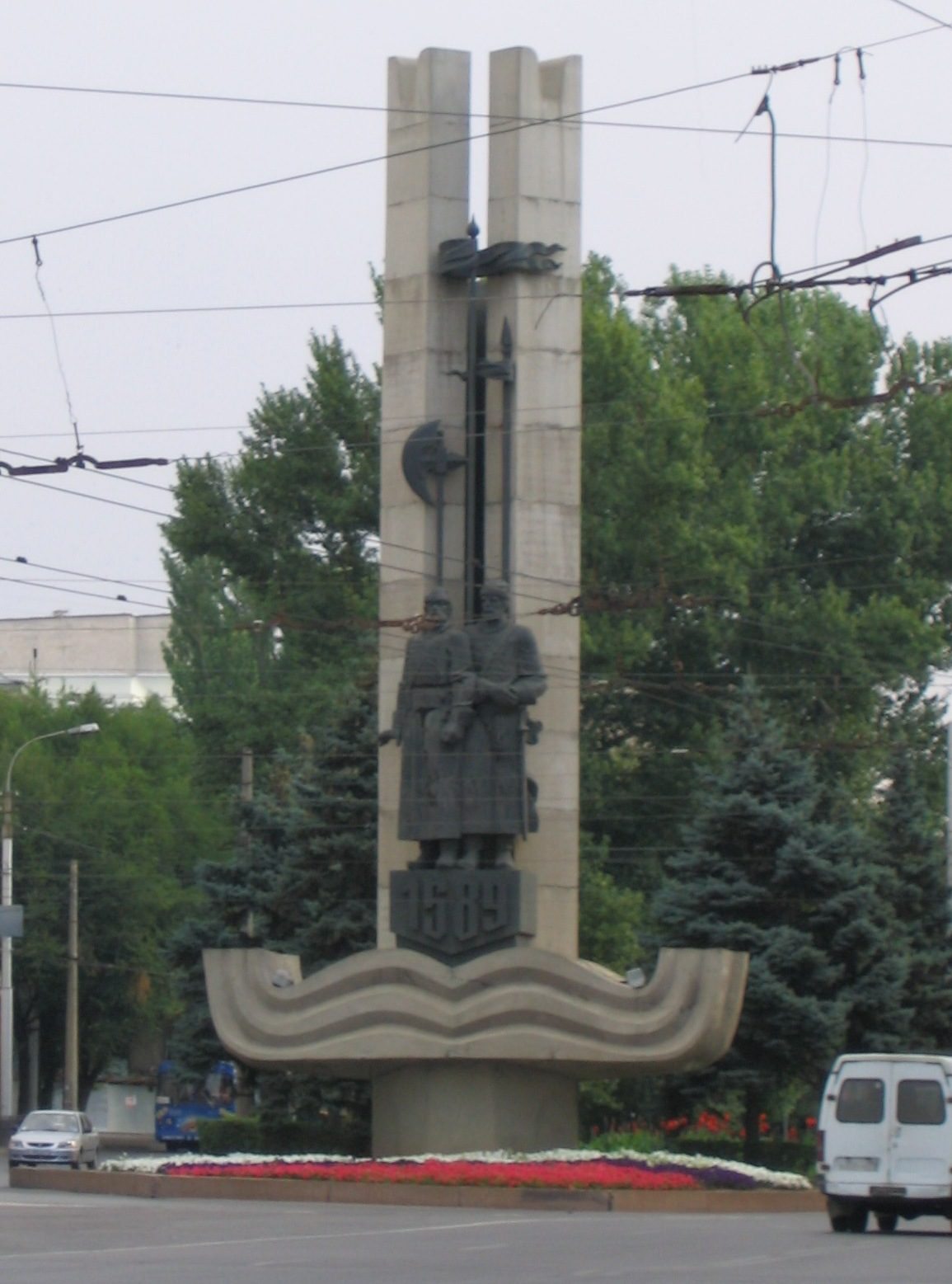
Памятник основателям города

### XVI век
В 1579 г. английский путешественник Христофор Бэрроу отмечал:
«На острове, называемом Царицыном, русский царь держит в летнее время отряд из 50 стрельцов для охраны дорог».
Эта запись — одна из самых ранних, где упоминается название «Царицын», впоследствии закрепившееся за городом.
Происхождение слова «Царица» связано, вероятнее всего, с тюркским словом «сары-су» («жёлтая, мутная вода»), переосмысленному по звуковому сходству в «Царицу» («сары-су» — нарицательное обозначение рек в Казахстане, протекающих по глинистым степям, из-за чего их вода мутно-желтоватая). Название же города и острова, на котором он был основан, возникло, очевидно, от тюркского слова «сары-чин» («жёлтый остров»). Возможно, что название Царицына возникло от имени реки Царицы (в путевых записках и дневниках XVI—XVII веков некоторые иностранные путешественники сам город называют Царицей).
2 июля 1589 г. принято считать днём основания города Царицына (тогда ещё на острове). «Острог на переволоке» (Царицынская крепость) впервые упоминается в царской грамоте. Царь Федор Иоаннович посылает её в Волго-Донской регион воеводам Григорию Засекину, Роману Олферову и Ивану Нащокину.

От царя и великово князя Федора Ивановича всея Руссии на Переволоку воеводам нашим князю Григорью Осиповичу Засекину, да Роману Васильевичу Олферьеву, да Ивану Офонасьевичю Нащокину. Которые суды отпущены ис Казани на Переволоку для лесовой воски с вами, со князь Григорьем и с Иваном, и как даст бог город и острог зделаете, и вы б у себя на Переволоке оставили для тутошних посылок ис тех судов сколько пригоже… а лутчие бы естя суды отослали в Астрахань на наши обиходы астраханские… Да и к нам бы естя о том отписали ж, сколко каких судов у себя на Переволоке оставите, и что пошлете в Астрахань, чтоб нам про то было ведомо. Писан на Москве лета 7097-го (1589 — авт.) июля во 2 день за приписью дьяка Дружины Петелина
В 1592 г. атамана Никиту Болдыря посылали из Царицына на Медведицу «за воровскими казаками, и он действительно на Медведице, поймал казаков воров, четырёх человек, и привёл их на Царицин».

### XVII век

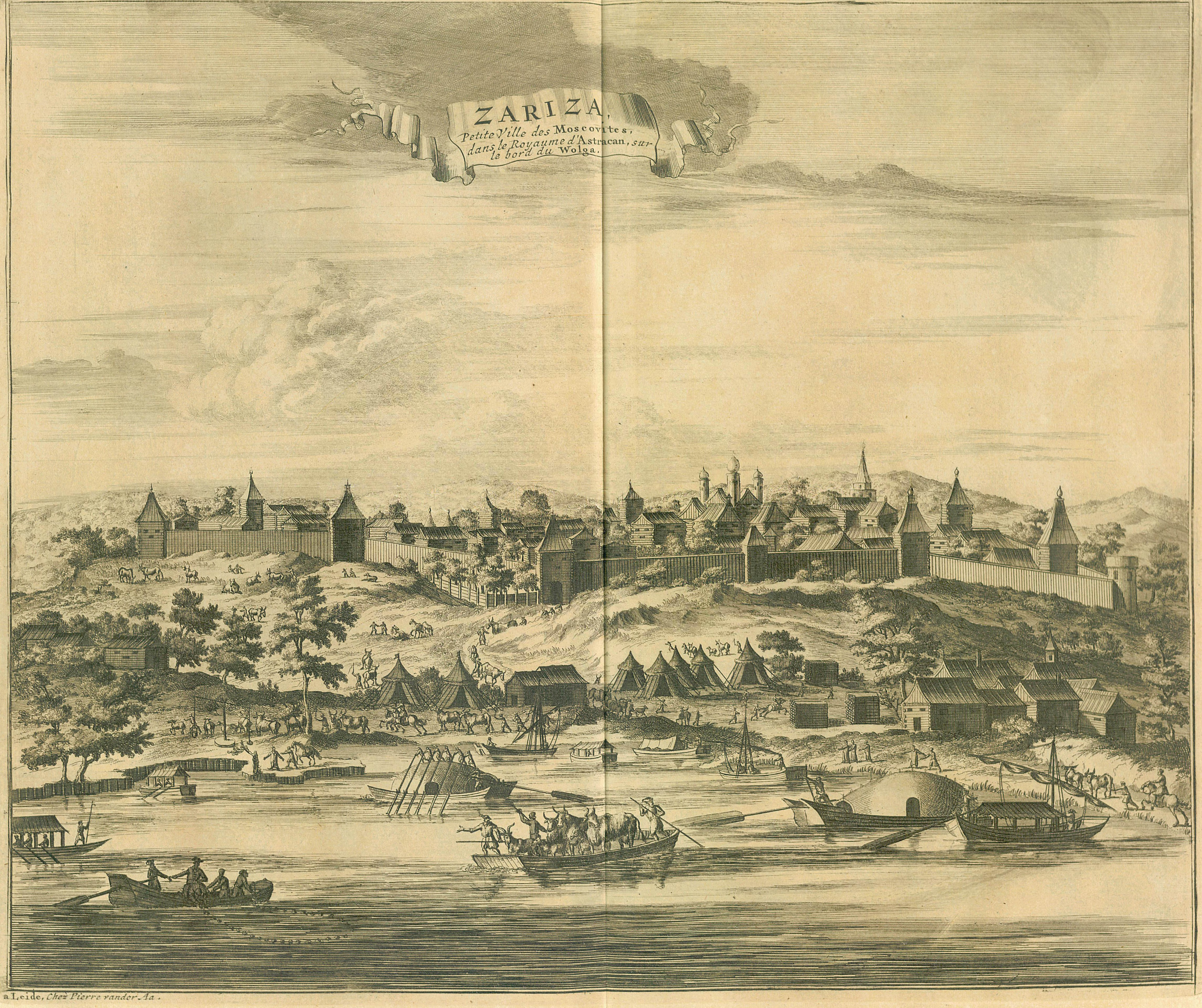
Вид Царицына с Волги. Рисунок из книги Адама Олеария «Подробное описание путешествия голштинского посольства в Московию и Персию в 1633, 1636 и 1639 годах» (издание 1719 г.)

Царицын находился на территории разгоревшегося в 1606—1607 годах Восстания Болотникова. Одним из эпизодов восстания является вспыхнувшее в мае 1607 года в Царицыне восстание против царя Василия Шуйского. Фёдор Шереметев снял осаду с Астрахани и со своим отрядом пошёл на Царицын. После нескольких штурмов Царицын был взят царскими войсками 24 октября 1607 года.
1608 — в городе заложена первая каменная церковь — Иоанно-Предтеченская (разрушена в конце 1930-х годов, восстановлена в 1990-е годы на прежнем месте).
1615 — воевода Мисюра Иванович Соловцов заново в течение лета отстроил укрепления Царицына на новом месте «на крымском берегу Волги» и построил церковь.
1623 — побывавший проездом в Персию московский купец Федот Котов дал такое описание города: 

Царицын стоит на высоком берегу, обнесён невысоким тыном с рублеными башнями: В нижней части города протекает небольшая речка вроде ручья, по которой лодке ехать нельзя. Вокруг города расстилается степь, а город стоит над Волгой.
Март 1632 года — царицынский воевода князь Лев Волконский доносил царю, что донские казаки грозятся напасть на Царицын и сжечь его.

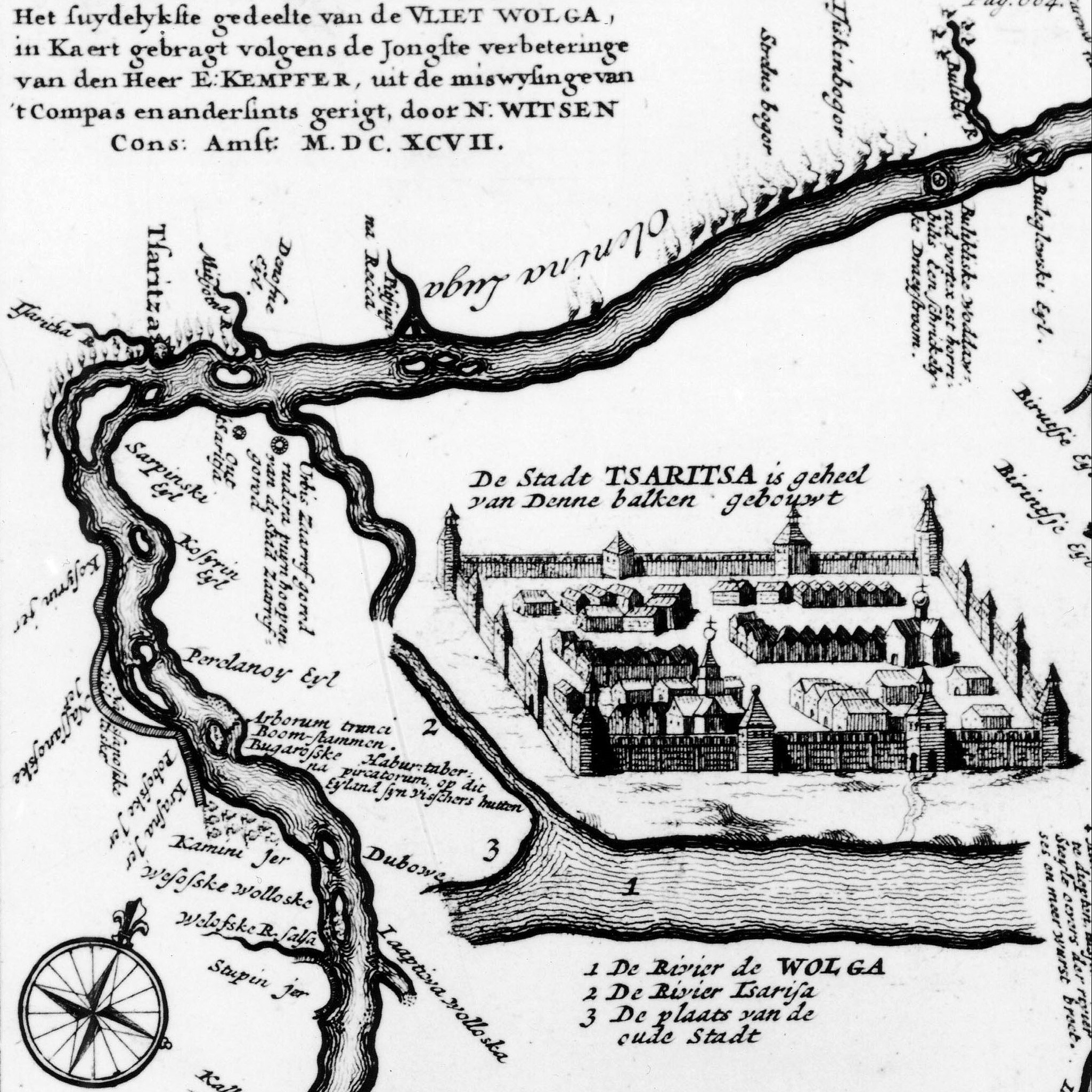
План Царицына 1697 года

6 сентября 1636 года — голштинский посол Адам Олеарий по пути из Москвы в Персию посетил Царицын. Он написал следующее: 

Город Царицын находится в 350 верстах от Саратова, лежит на правом берегу, на холме, невелик, построен в форме параллелограмма, с шестью больверками и башнями и заселён одними стрельцами, которых живёт в нём 400 человек. Стрельцы эти обязаны держать стражу против татар и служить охраной для проходящих мимо судов.
В 1660-е годы Царицын был остановкой на пути в Персию (май 1667), и обратно (октябрь 1669) в походе за зипунами Степана Разина. Об этом событии воевода А. Унковский сообщал в Москву:

Приехав на Царицын, Стенька из тюрьмы замок сбил и сидельцев выпустил, бранил непотребную бранью и за бороду его Андрея брал"
.
В мае 1670 года Степан Разин после осады захватил Царицын. Воевода Тургенев был казнён, а в городе введено казацкое устройство. На помощь Царицыну послан отряд стрельцов, который был разгромлен пятитысячным отрядом Разина у Денежного острова. В 1671 году на Дону домовитыми казаками Разин был выдан царским властям. Восстание провалилось. Царицын вернулся под контроль Москвы.
В 1691 г. в Царицыне учреждена таможня.
7 июня 1695 г. - в Царицыне во время Азовского похода остановилась флотилия с императором Петром I.

### XVIII век
1703 г. - голландский живописец и путешественник Корнелис де Брюйн, путешествуя по Волге, записал в своём дневнике: 

«Город Царицын построен на невысокой горе, объёмом невелик и, как мне показалось, расположен четырёхугольником и обнесён деревянною стеною, снабжённой башнями. Предместье его раскинуто по берегу реки и частью вокруг города. Главная церковь каменная, но не достроена ещё: остальные церкви деревянные и едва видны».
В мае 1708 года, во время Булавинского восстания (1707—1708), один из крупных отрядов булавинцев под предводительством Ивана Павлова и Игната Некрасова двинулся на Царицын и штурмом взял город. Как и при Разине, в городе было установлено казачье самоуправление. 20 июля (2 августа) 1708 года правительственные войска овладели Царицыном. Остатки повстанцев отступили к Дону.
В 1717 году Царицын оказался первой целью крупнейшего по своим масштабам набега ногайцев, черкесов и казаков-некрасовцев, получившего название Кубанский погром. В 1718—1720, по указу Петра I от Волги до Дона была построена Царицынская сторожевая линия. Царицын стал в ней 5-й по счёту крепостью, самой крайней с волжского берега.
В 1721 году в Царицыне был учреждён городской магистрат.  Согласно опубликованному в 1723 г. реестру Главного магистрата город Царицын был отнесён к четвёртому разряду городов 
1722 — Пётр I по возвращении из Персидского похода третий и последний раз посетил Царицын, сам сочинил проект реконструкции этой крепости в виде четырёхугольной бастионной цитадели, укреплённой земляными валами и рвом. На вопрос о возможном принудительном переселении в Азов Пётр I отдал горожанам свой картуз и трость (в настоящее время хранятся в Волгоградском краеведческом музее) и ответил: 

«Как никто не смел с моей головы снять этот картуз, так никто не посмеет вас выводить или переселять из Царицына».
1727 и 1728 — Два сильных пожара подряд, уничтоживших значительную часть строений деревянного Царицына. Пострадавшим от пожара выделили землю для строительства домов за рекой Царица. Образовалась зацарицынская часть города (современный Ворошиловский район Волгограда), где селились ремесленники и волжские казаки.. Эта часть города получила название «Нового города».

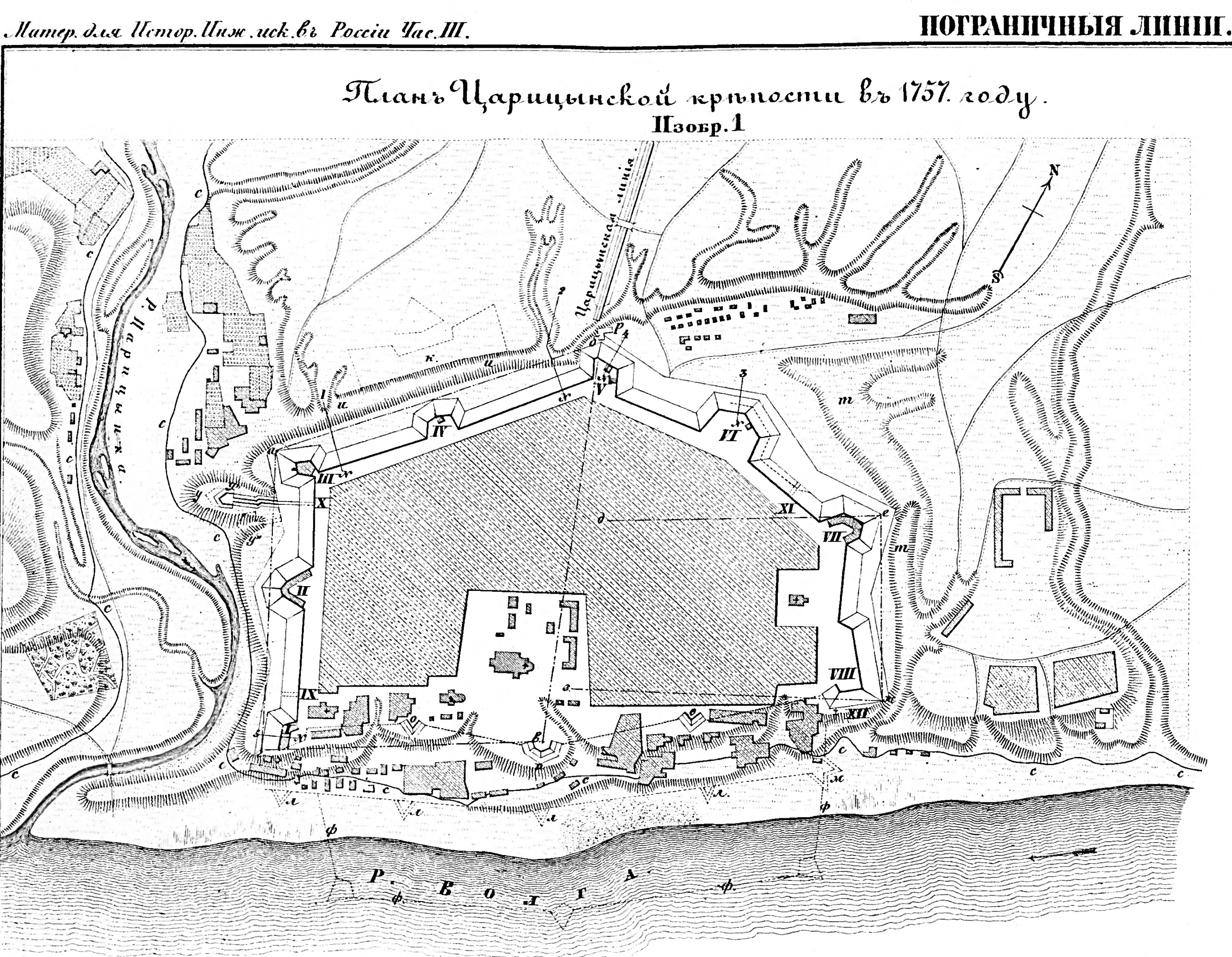
План Царицынской крепости в 1757г. (из издания 1866 г.)

1733  — Для охраны Царицынской сторожевой линии было решено создать Волжское казачье войско. Между Камышином и Царицыном намечалось поселить 1057 казачьих семей с Дона.
1755 — Саратовский врач Иван Виер, путешествуя по Нижнему Поволжью с целью изучения геологического строения и растительного мира этого края, обнаружил выход минеральных вод в 18 верстах южнее Царицына. Это был источник Ергенинских минеральных вод.
В первой половине 1760-х годов Царицын представлял собой небольшой город, где проживал 571 человек, среди которых 304 купца, 157 цеховых, 110 бобылей. Гарнизон состоял из лёгкой пехотной команды и гарнизонной батареи.
1765 — В результате усилий Екатерины II в Царицыне и в Царицынском уезде появляются иностранцы-колонисты, которым предоставляется ряд льгот. В тридцати километрах южнее Царицына, в устье реки Сарпы немцами-гернгутерами была основана Сарепта-на-Волге, за короткое время превратившаяся в богатую колонию, в которой было развито горчичное, мануфактурное производство и другие ремесла. Сарепта была не обычным населённым пунктом, а маленькой крепостью с земляным валом, рвом и 12 чугунными пушками.
Июль 1769 — Академик Лепехин дал описание города: 

«Город Царицын стоит при конце линии (сторожевой). На самом волжском берегу, обведён земляным валом, с раскатами с трёх сторон, а четвёртую сторону защищает его река Волга. Строение в нём все деревянное, включая 3 каменные церкви: Купечество в нём зажиточное, и большой его доход состоит в рыбных промыслах. Бедные жители питаются от посева дынь и арбузов, которые вкусом и астраханские превосходят: Другую отрасль бедным царицынским жителям предлагают дикие яблоки, а особливо терновник. Виноградные сады в Царицыне не с худым успехом разводятся: В числе первейших полезных заведений в соседстве с Царицыном должно почитать шёлковую казённую фабрику. Она заведена в верстах семи от ахтубинского верхнего устья и имеет все желаемые выгоды. К ней приписаны две слободы, которые поблизу и поселены».
В 1769 году Пётр Симон Паллас время посещения города сделал следующую запись о нём: «Долготою времени развалившиемя укрепления с недавнего времени живущими здесь при крепости в землянках военнопленными турками вновь выправлены и завышены, а покрытой путь снабжён полисадом. Внутри крепости находится строение худо, там весьма мало хороших домов и все деревянные, исключая только две каменные церкви, которых всего в оном три находится. Рынок там велик и изобилует товарами, потому что сие место от проезжающих и от калмыков получает великий выбор, почему в нём много зажиточных купцов находится, которые отчасти отправляют торг в калмыцкой орде и рыбной ловлей великую прибыль получают. Малое число обывателей кормится скотоводством, от весьма лёгкого сеяния огурцов, дынь, арбузов, которые здесь очень хороши, а также от извозничества. Но очень мало находится там хороших ремесленников».
1769 г. — Началось использование открытого вблизи Сарепты Ергенинского минерального источника.
Август 1774 г. — После поражения под Казанью войско Пугачёва вынуждено было отступить в Нижнее Поволжье. 12 августа открыл свои ворота Камышин. 17 августа Пугачёв овладел Дубовкой. К нему присоединились часть Волжского казачества, работные люди с ахтубинских шёлковых заводов. 21 августа Пугачёв подошёл к городу после разгрома выступивших против него отрядов Царицынского коменданта Цыплетева и пытался взять город штурмом. Однако это сделать ему помешало приближение правительственных войск под командованием Михельсона .
1776 г. — После разгрома восстания Пугачёва Царицынская сторожевая линия и Волжское казачье войско были упразднены.
1793 г. — Город сильно пострадал в результате опустошительного пожара. До этого Царицын выгорал почти дотла ещё дважды — в 1728 и 1791 годах.

### XIX век
30 июня 1808 г. — Царицынская городская дума заключила соглашение с отставным сержантом Иваном Власовым об открытии первой в городе школы по обучению детей грамоте.
В 1808 г. Царицын назначен первый медицинский работник Ульяна Андреева — выпускница Петербургского повивального института на работу главного акушера провинциального города.
1812 г. — В Сарепте начал работать горчичный завод.
16 июня 1820 г. — Царь Александр I утвердил новый план застройки Царицына.
1843 г. — В Сарепте состоялась первая в Нижнем Повольжье посадка картофеля. Местные жители называли картофель «Чёртово яблоко», считали грехом его разведение и употребление, противились выращиванию вплоть до картофельного бунта. Те, кто шёл против предрассудков, назывались гордо — «Водитель картофеля».
Май 1862 г. — Вступила в строй Волго-Донская железная дорога. Дорога была проложена от Царицына до Калача-на-Дону и соединила Волгу и Дон по кратчайшему расстоянию. Положила начало бурному индустриальному росту города. Эта дорога помогла Царицыну выиграть конкуренцию как торговый центр региона у Дубовки, которой Царицын проигрывал из-за неудобных обрывистых торговых причалов (на месте современной набережной) и менее развитой системы торговых ярмарок. Успех как регионального транспортного узла закрепила Грязе-Царицынская железная дорога, введённая в эксплуатацию в 1870 году.
В 1857 году согласно указу Александра II «О создании в России сети железных дорог» группой инженеров-путейцев под руководством генерал-майора П. П. Мельникова была спроектирована и построена П. И. Губониным в 1862 году Волго-Донская железная дорога. В 1814 году в г. Царицын сооружена первая перевалочная товарная пристань. В 1818 году появился первый буксирный пароход. В 1848 году началось движение буксирного флота. В 1857 году открылось регулярное пароходное пассажирское движение от низов р. Волга до и через г. Царицын в г. Н. Новгород.
1 октября 1872 г. — В Царицыне образован театр. Начались регулярные театральные представления в доме, принадлежавшем купцу Калинину.
13 сентября 1875 г. — В Царицыне была открыта четырёхклассная Александровская мужская прогимназия. Всего в ней было 49 учеников.
1879 г. — Пущен нефтеперегонный завод и построена крупная нефтебаза Нобеля — Нобелевский городок.
В 1880 году в уездном г. Царицын закончилось возведение Центральной волжской набережной с благоустроенными бульварами, лестницами и пристанями, сложился торговый центр города. Украшением города стал Нобелевский городок, включавший промышленную и жилую зоны и располагавшийся на территории современного ЦПКО, с электроосвещением территории (1884), телефонами в конторе и в мастерских нефтезавода, фонтанами, поливными газонами и цветниками. На заводе у Нобелей работал известный русский инженер-изобретатель В. Г. Шухов, открывший революционный для того времени способ перемещения мазута в трубопроводах с подогревом.
1881 г. — Братьями Максимовыми в Ельшанке был построен первый паровой лесопильный завод, по оснащению до самой революции не имевший себе равных ни в России, ни в Европе.
1882 г. — За десяток лет, прошедших после первых спектаклей А. Х. Астапова (Ярославцева), Царицын стал театральным городом. В доме купца Божескова размещался зимний театр, его труппа состояла из 17 актёров. Кроме того, ещё имелся и летний деревянный театр в саду купчихи Шешинцевой. Всего за сезон 1882 г. было поставлено 167 спектаклей, среди них были пьесы А. Н. Островского, А. С. Грибоедова, Ф. Шиллера и ряда других известных драматургов.
1 июля 1883 г. — Александровская мужская прогимназия была преобразована в полную гимназию. Это было первое учебное заведение Царицына, дававшее среднее классическое образование.
2 января 1885 г. — Вышел первый номер издававшейся в Царицыне газеты «Волжско-Донской листок».
В 1885 году вышла первая городская газета.
21 октября 1890 г. — В Царицыне открыт городской водопровод, мощность которого составляла 150000 вёдер в сутки.
В 1890 году был открыт первый городской водопровод для всего населения, построенный фирмой бр. Бромлей.

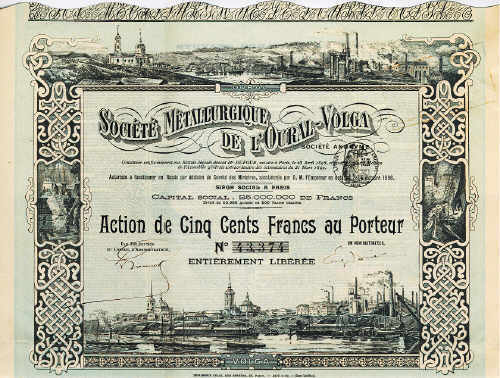
Акция АО «Урал-Волга»

5 января 1894 г. — В Царицыне при книжной лавке А. И. Абалаковой открылась публичная библиотека и платная читальня.
1896 г. — В Царицыне открылось первое в России ремесленное училище, готовившее слесарей и токарей.
30 апреля 1897 года состоялась закладка металлургического завода французского акционерного «Уральско—Волжского металлургического общества» (ныне Волгоградский металлургический завод «Красный Октябрь»). В ноябре 1898 года завод выплавил первую партию металла.
Максим Горький в 1889 году время работал весовщиком на станции Крутая (позднее — Воропоново, им. Максима Горького — посёлок Горьковский):7 Впоследствии Горький написал об этом в своих ранних рассказах. Первый театр открылся в 1872 году, а кинотеатр — в 1907 году.
23 июля 1900 г. — Открыта городская публичная библиотека (ныне — областная библиотека им. М. Горького).

### XX век

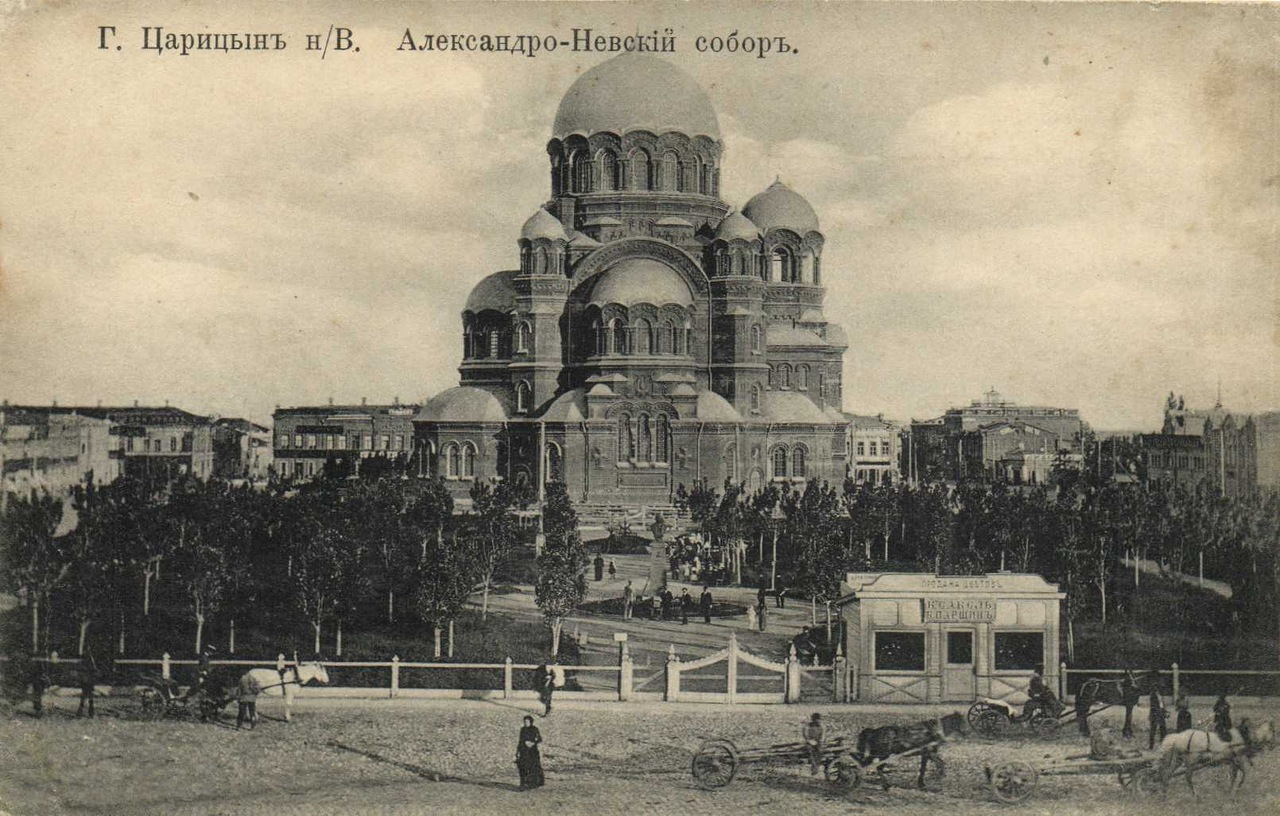
Царицын. Александро-Невский собор в 1916—1917 гг.

13 июня 1901 года в Царицыне состоялась закладка собора Александра Невского.
13 июня 1901 года — в городе начался большой пожар, бушевавший несколько дней. Александр Куприн летом того года был в Царицыне. Он посетил место пожара, беседовал с очевидцами, тщательно изучил материалы местных газет и написал очерк «Царицынское пожарище» (1901).
Из Нижнего-Новгорода телеграфируют, что пожар в Царицыне не прекращается. Сгорело 28 белян, 12 барж с углём, лесом и смолою, все лесопилки, село в 500 дворов, деревня, частные дома на протяжении версты. Убытка до 6 миллионов. Большая часть сгоревшего — не застраховано.
ПРОВИНЦИЯ

ЦАРИЦЫН. Продолжают ходить слухи о поджигателях. Одного подозрительного субъекта захватили во время пожара, и толпа хотела было учинить над ним самосуд, но жандармы спасли его от расправы и, посадивши на паровоз, отправили на ст. Волжскую. В руках у него будто бы были найдены легко воспламеняющиеся предметы, какая-то жидкость и пакля.
1902 г. Александр Минх пишет о жителях Царицына:

Крепкое телосложение составляет основную черту в природе здешнего народа. Относительно роста жителей сказать, что, как и везде, есть в своем роде — великаны, есть и карлики, но люди среднего роста и плотные — явление обычное: посадка их твердая, манеры несколько мешковаты, но во всех частях тела, стана и очерка лица видна правильность. Больше русых. Все почти с свежим здоровым цветом лица; худошавых мало. Проворство, торопливость и оборотливость мало заметны в здешнем простолюдине, зато крепкие и богатые жизненными силами, они терпеливо переносят жару и холод, труда и работы — не боятся. Однако самонадеянная отвага, небрежность и общая неосторожность простолюдинов бывает причиною разных болезней, главная которых — простуда: чему способствует быстрая перемена в температуре здешнего климата, особенно весною. Холодные ночи после жаркого дня, проводимым здешним народом чаще вне жилища, чем внутри их, духота и зной долгих летних дней, манящие невольно утомленного работника-земледельца, к холодному роднику влекут за собой дурные последствия. Неосторожное и неумеренное употребление до жадности арбузов, дынь и огурцов, в изобилии родящихся в этом крае, производят много гастрических болезней. Такого рода болезни в простонародии обыкновенны каждый год, но крепкая натура степняка, привыкшего ко всему с молоду, большею частию переносит их благополучно.— Историко-географический словарь Саратовской губернии. Южные уезды:Камышенский и Царицынский. Статья"Царицын"
1900—1913 гг. Это период взрывного роста строительства жилых, производственных, общественно-развлекательных зданий, больниц, школ, гостиниц. Построено здание «Общественного собрания» (1904, сейчас театр музыкальной комедии), театра «Конкордия» (1906), первого кинотеатра (1907) и других…
В 1900 построена знаменитая мельница Гергардта — здание, впоследствии ставшее символом жестокости боёв в Сталинградской битве. Построенная по типовому проекту и будучи одной из самых современных для своего времени, она имела собственный генератор электротока и была независима от городской электросети. После пожара в 1907 году восстановлена в 1908 году с применением железобетонных конструкций. На стенах видна надпись «Гергардтъ» — фамилия владельцев комплекса.

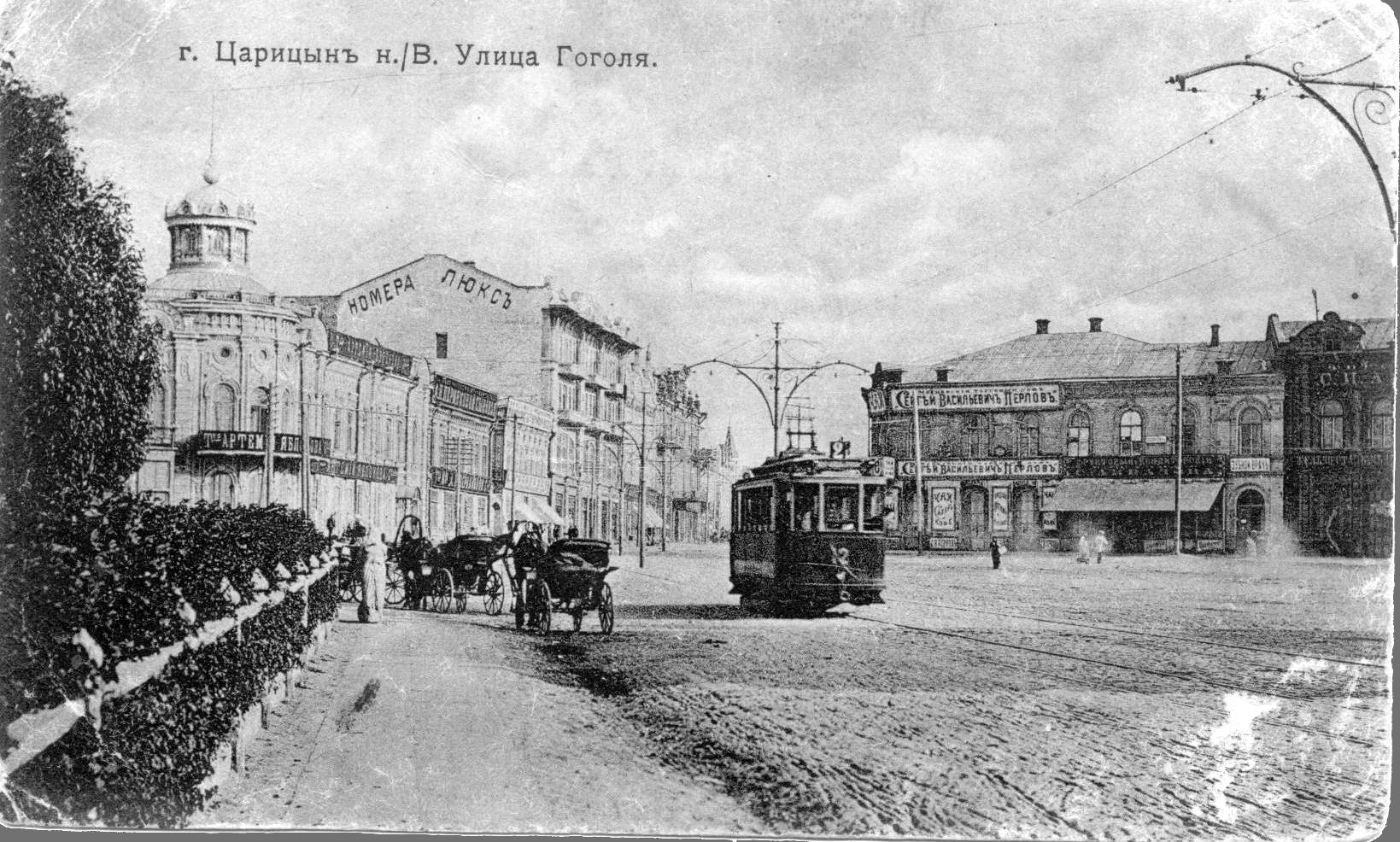
Трамвай в Царицыне

9 апреля 1913 — Пущен первый городской трамвай по ныне существующему маршруту. Трамвайный парк в этом году состоял из 20 вагонов. 1 июля 1915 года открылась трамвайная линия на металлургический завод.
15 декабря 1913 — Завершено строительство Астраханского моста через Царицу.
В 1913 году в Царицыне появились электростанция, трамвай (по ныне существующему маршруту), асфальт, а в центре были установлены первые электрические фонари. На средства купца Репникова был построен Дом науки и искусства, позднее драматический театр им. М. Горького. В 1916 году в городе на улице появился первый автомобиль «Форд-Паккард» — собственность купца Я. Серебрякова.
1914 — Численность жителей составила 134 тысячи. Будучи уездным городом, Царицын по числу жителей обогнал такие губернские центры, как Владимир, Вятка, Калуга, Кострома, Пермь, Орёл, Рязань, Смоленск, Симбирск, Тамбов, Тверь, Уфа.
В 1914 году 14 июня в Царицыне состоялось торжественная закладка пушечного завода (теперь — Баррикады). Строения завода были расположены на 300 десятинах. На торжестве присутствовали генералитет, представители администрации, города, разных общественных учреждений, директора завода, гости и масса народа. Первый кирпич положил представитель морского министерства — товарищ министра М. В. Бубнов. В основание положены монеты и серебряные пластинки с датою закладки и именами строителей. После закладки состоялся парадный обед. Были прочитаны приветствия морского министра Григоровича и нескольких членов Государственной Думы. В ознаменование торжества пяти тысячам рабочих выданы красные рубахи и по 50 коп. каждому.
26 октября 1914 года — Газета «Волго-Донской край» сообщила, что правление «Общества содействия внешкольному образованию» обсудило вопрос о создании в Царицыне музея, который должен был состоять из трёх частей: музея местного края (история, природа, экономика, население и его быт), педагогического музея (с передвижной экспозицией для обслуживания школ и учреждений по внешкольному образованию), художественного музея. Городской музей был открыт затем в Доме науки и искусств. В годы Советской власти коллекция этого музея стала основой для развития Волгоградского областного краеведческого музея.
20 декабря 1915 года — Открыт Дом науки и искусств.

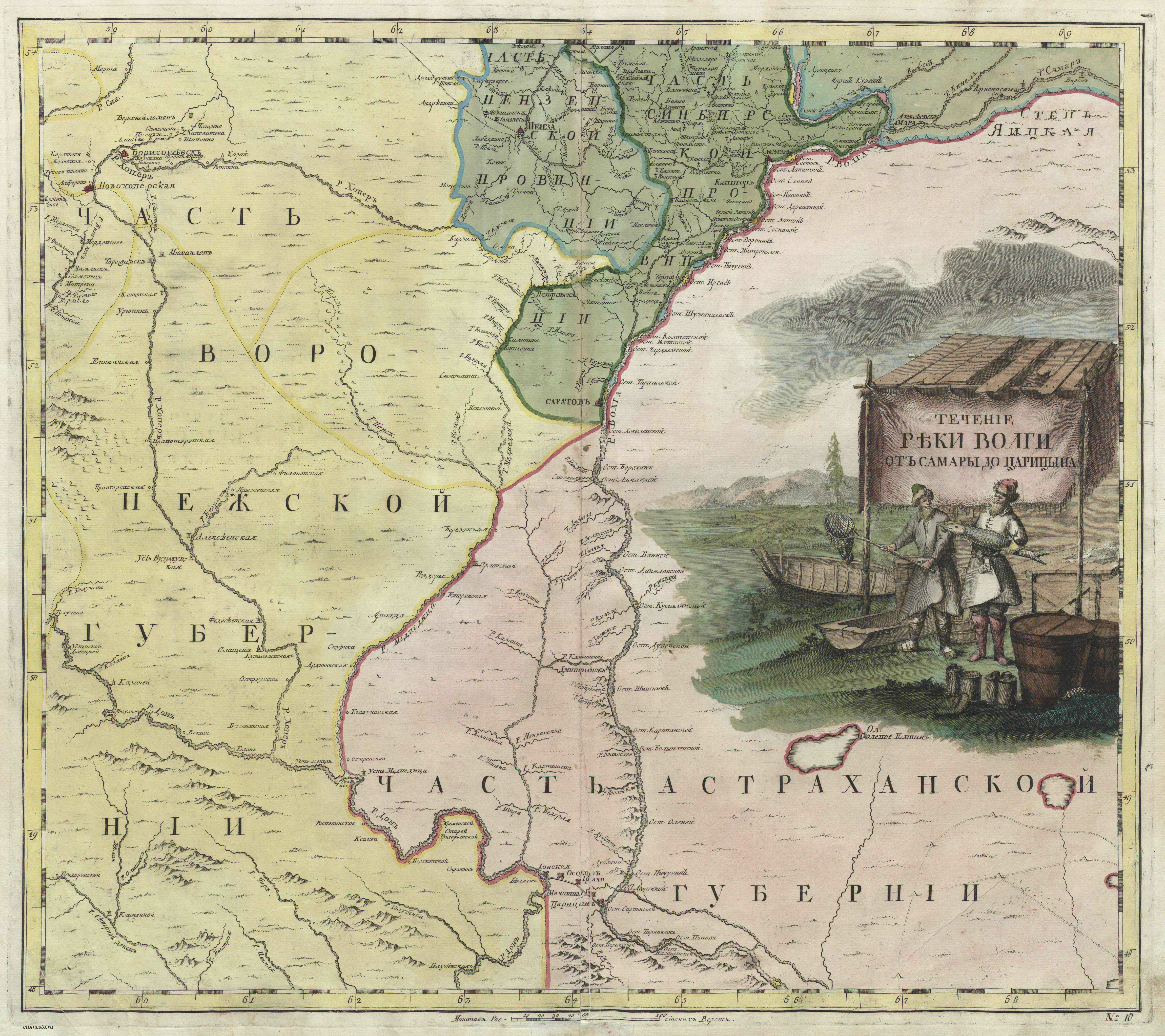
Царицын на карте течения Волги 1745 года
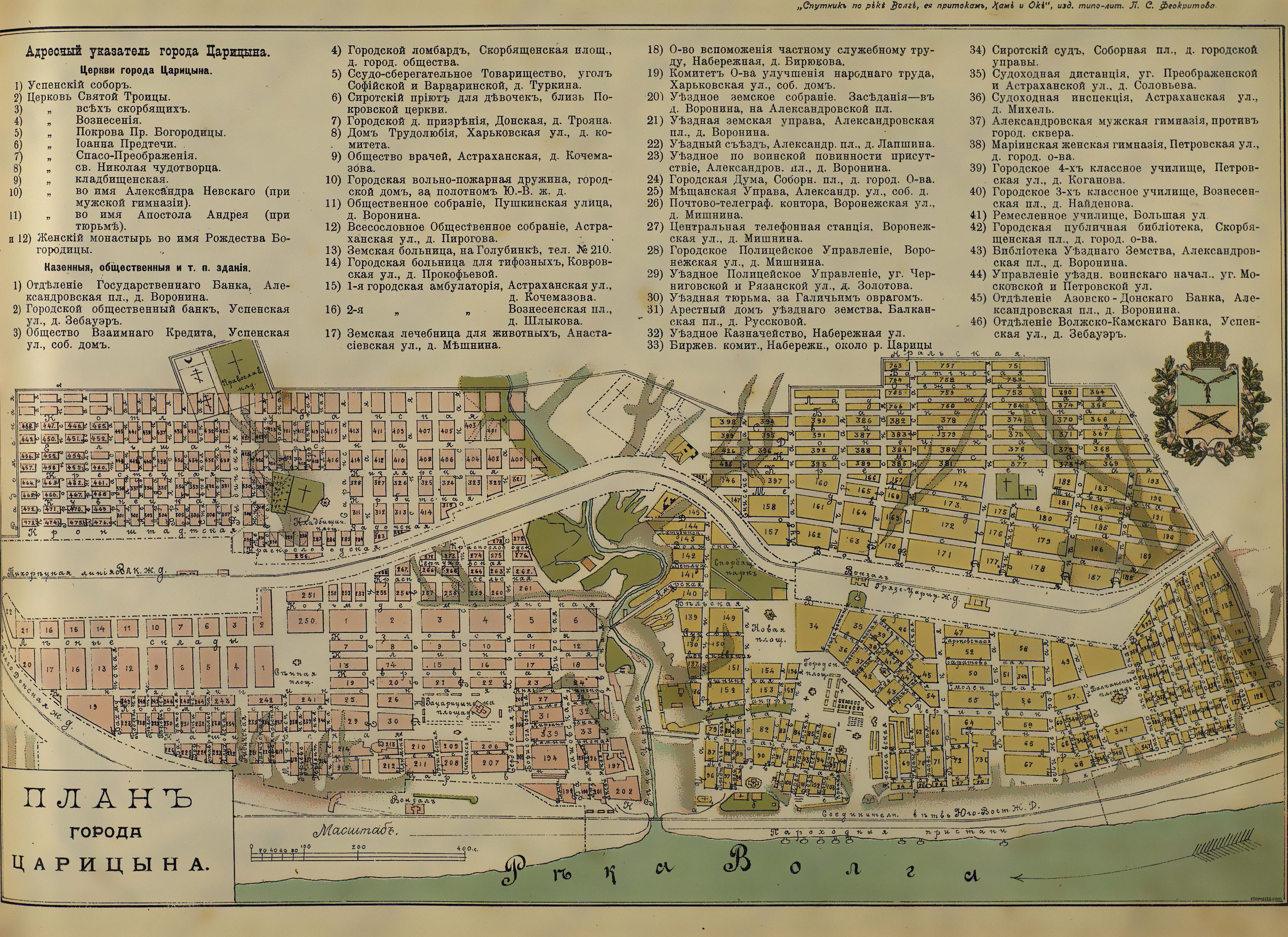
Карта Царицына с адресным указателем, 1905
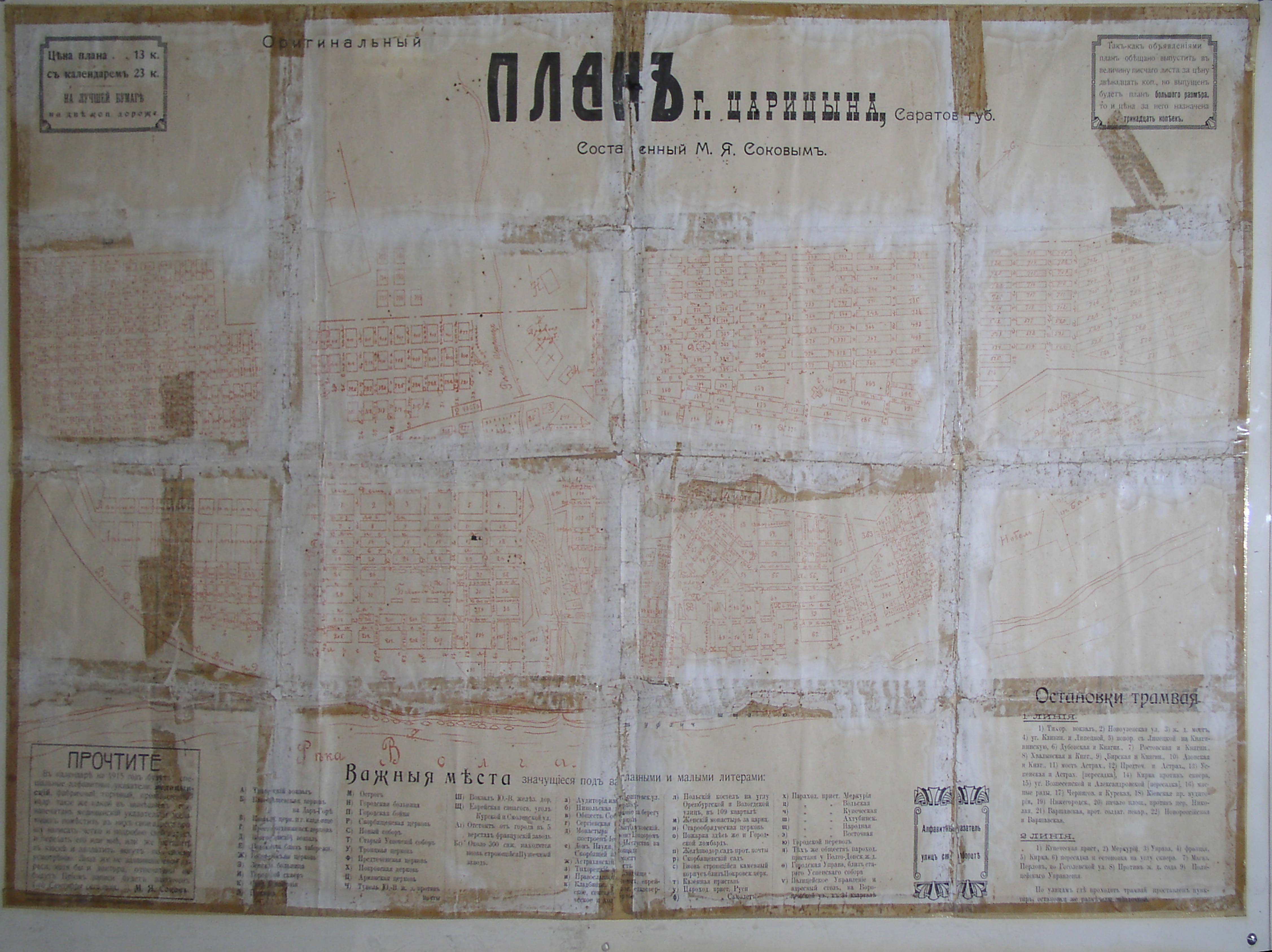
План города 1913 года
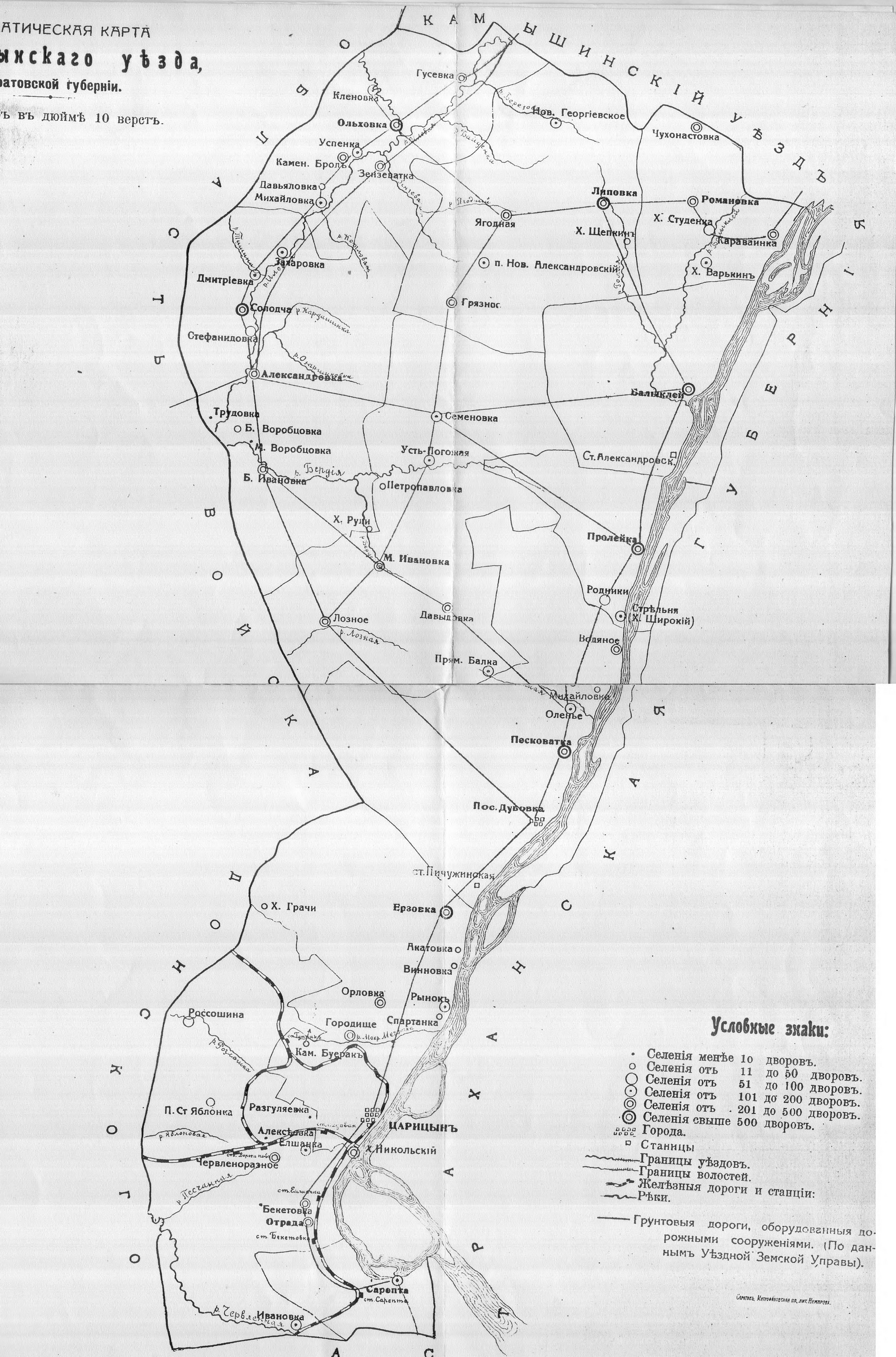
Царицынский уезд начала XX века
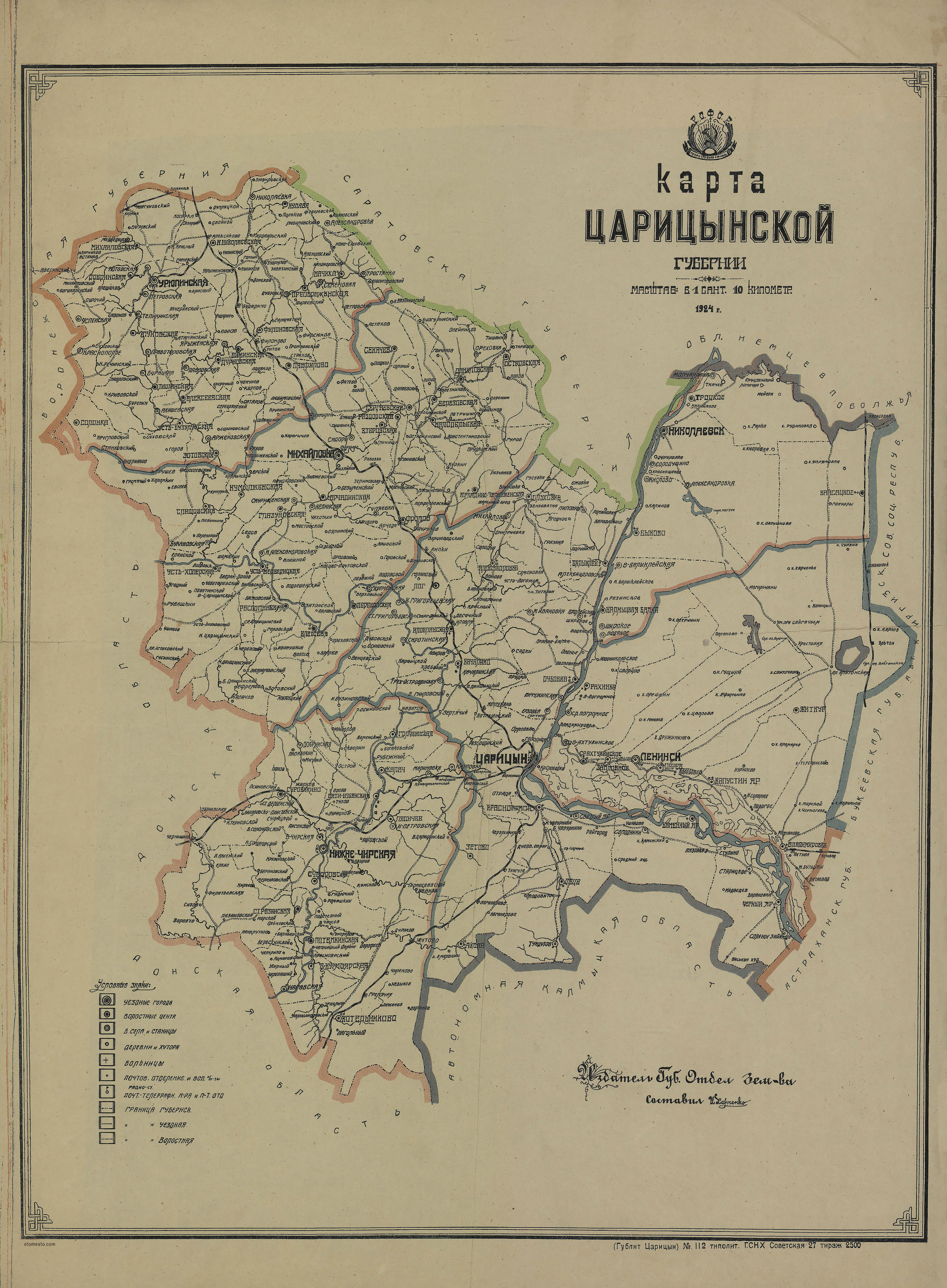
Царицынская губерния в 1924 году

1915 г. — Открыта Царицынская метеорологическая станция Главной геофизической лаборатории.
В 1916 году в городе было закончено строительство Александро-Невского собора (освящён в 1918, в 1932 году он был разрушен).
1917 — В городе функционировали 2 мужские и 4 женские гимназии, учительская семинария, 2 реальных, среднетехническое, коммерческое, 2 ремесленных и 4 высших начальных городских училища, торговая и художественная школы.
После Октябрьской революции 27 октября 1917 Царицынский Совет по предложению большевиков образовал свой временный орган — революционный штаб, к которому перешла вся полнота власти в Царицыне. Советская власть в городе была установлена мирным путём, поскольку уже к сентябрю 1917 года власть в городе возглавляли большевики — городской голова С. К. Минин и председатель городской Думы и одновременно председатель Совета рабочих, солдатских и крестьянских депутатов Я. З. Ерман.
Летом—осенью 1918 года Царицын оборонялся от армии атамана Краснова, тем самым вписав свои строки в историю Гражданской войны. Город выстоял, однако уже через год, 30 июня 1919 г. после двухнедельных боёв пал под ударами Кавказской армии генерала Врангеля. Вечером 2 июля в город прибыл Главнокомандующий Вооружёнными силами Юга России Деникин, утром 3 июля он принял парад войск, после которого огласил подписанную в этот же день директиву о наступлении на Москву. Эта директива вошла в историю под названием «Московской». Операция по взятию города сделала очень популярной в Белой армии личность генерала Врангеля как «героя Царицына».
Советы восстановили контроль над городом только 3 января 1920 года.
9 февраля 1920 г. — Центральная Александровская площадь была переименована в площадь Павших борцов.
5 декабря 1922 г. — Металлургическому заводу Дюмо присвоено наименование «Красный Октябрь».
1 мая 1923 г. — В Царицыне был открыт памятник борцам, погибшим за свободу.
10 апреля 1925 г. — ВЦИК постановил переименовать Царицын в Сталинград, Царицынский уезд — в Сталинградский уезд, Царицынскую губернию — в Сталинградскую губернию.

## Сталинград
Сталинград (от «Сталин» ,«град» — город) — название города Волгоград с 10 апреля 1925 года до 10 ноября 1961 года. До переименования назывался Царицын. Назван в честь Генерального секретаря ЦК ВКП(б) Иосифа Сталина, занимавшего эту партийную должность с апреля 1922 года по 1934 год.

### 1920-е
14 апреля 1924 г. ВЦИК принял постановление о награждении города орденом Красного Знамени
12 июля 1926 г. — На северной окраине Сталинграда на берегу Волги состоялась торжественная закладка Сталинградского тракторного завода.
22 июля 1929 г. — На южной окраине Сталинграда, в районе Бекетовки, начались работы по строительству государственной районной электростанции (СталГРЭС), намеченной по плану ГОЭЛРО.

### 1930-е
30 апреля 1930 г. — Открытие Сталинградского строительного института (ныне — Институт Архитектуры и Строительства).
31 мая 1930 г. — Состоялось торжественное открытие Сталинградского тракторного института (ныне — Волгоградский государственный технический университет).
17 июня 1930 г. — В три часа дня с конвейера Сталинградского тракторного завода — первого гиганта отечественного тракторостроения — сошёл первый трактор «Интернационал».
19 июня 1930 г. — Начались работы по строительству Сталинградского метизного завода (ныне — Волгоградский завод тракторных деталей и нормалей).
8 ноября 1930 г. — Состоялся торжественный пуск Сталинградской ГРЭС, мощность которой составляла 51000 киловатт. В 21 час 55 минут электростанция дала промышленный ток. Коллективу строителей прислали приветствия Председатель ЦК СССР Михаил Калинин и Председатель ВСНХ СССР Валериан Куйбышев.
1931 г. — В городе открылся педагогический институт (ныне Волгоградский государственный педагогический университет).
10 июля 1931 г. в городскую черту включены Красноармейск (до 1920 г. носил название Сарепта), рабочий посёлок им. Ермана, села Бекетовка, Верхняя Ельшанка, Рынок, Старая Отрада, хутора Алюшино и Купоросный, деревня Спартановка — Журковка. На их месте проектируются соцгорода Большого Сталинграда.
Октябрь 1931 г. — Вступили в строй первая очередь судоверфи в Красноармейске (район города) и метизного завода.
17 мая 1932 г. — Президиум ЦИК СССР наградил коллектив Сталинградского тракторного завода имени Ф. Э. Дзержинского орденом Ленина. Такой же награды была удостоена заводская газета «Даёшь трактор».
Декабрь 1932 г. — Сталинград к концу I пятилетки превратился в крупнейший промышленный центр Поволжья.
10 января 1934 г. — В связи с разделением Нижне-Волжского края образованы два новых края: Саратовский и Сталинградский.
3 января 1935 г. — На площади Павших борцов состоялась торжественная закладка нового памятника-монумента героям обороны Красного Царицына.
17 августа 1935 г. — Открыт Сталинградский медицинский институт (ныне Волгоградский медицинский университет).
12 июня 1936 г. — Открылся Сталинградский Дворец пионеров и школьников.
5 декабря 1936 г. — Сталинградский край преобразован в Сталинградскую область в связи с преобразованием Калмыцкой автономной области в Калмыцкую АССР и выделением её из состава Сталинградского края.
3 января 1937 г. — Состоялось открытие Музея обороны Царицына, который разместился в здании штаба обороны Царицынского Совета.
15 мая 1937 г. — В этот день в 23 часа с конвейера СТЗ сошёл последний колёсный трактор за № 207036.
1939 г. — На Сталинградском тракторном заводе создана первая в мире автоматическая линия (автор — Иван Петрович Иночкин).

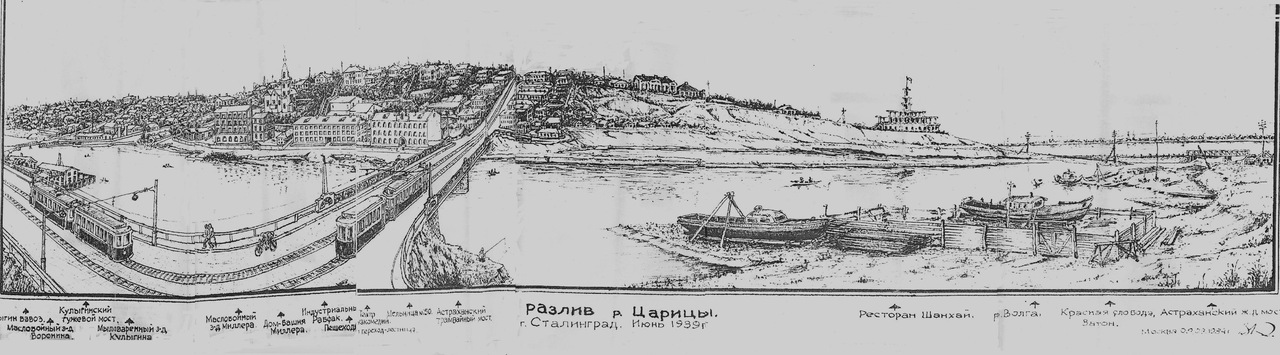
Разлив реки Царица в Сталинграде 1939 год

### 1940-е
28 июня 1940 г. — В Сталинграде была открыта единственная в стране детская малая Волжская речная флотилия, которая имела свои суда, пристань.
Октябрь 1940 г. — В соответствии с Указом Президиума Верховного Совета СССР от 2 октября 1940 года Сталинградский обком ВКП(б) принял 10 октября 1940 г. постановление об открытии в Сталинграде 7 ремесленных училищ на 3250 учащихся и 8 школ ФЗО на 4180 учащихся.
1 января 1941 г. — Фонд Сталинградской областной библиотеки имени А. М. Горького насчитывал 205 тысяч экземпляров, 17 тысяч книг поступило в 1940 году. Постоянными читателями библиотеки были 18 тысяч человек. В 1940 г. библиотека обслужила 207352 читателя, которым было выдано 472 827 книг и 80 932 экземпляра газет.
30 января 1941 г. — В Сталинградской области имелось (с учётом Астраханского округа) 9 вузов с 7295 студентами, 60 техникумов с 15209 учащимися. В области работали 5 музеев, 11 театров, 492 киноустановки (из них 202 — кинопередвижки).
7 марта 1941 г. — В Сталинградской области имелось 1876 клубных учреждений, 1615 массовых библиотек с книжным фондом 2746,5 тысячи экземпляров, 111 средних школ с 15 753 учащимися.
23 сентября 1941 г. — На заводе «Баррикады» было освоено производство новых видов артиллерийского вооружения.
4 ноября 1941 г. — Городской Комитет Обороны разработал мероприятия по усилению МПВО города Сталинграда, о вооружении и снабжении частей городского ополчения.
8 февраля 1942 г. — Указом Президиума Верховного Совета СССР за образцовое выполнение заданий правительства по производству танков Сталинградский тракторный завод награждён орденом Трудового Красного Знамени.
12 июля 1942 г. — Образован Сталинградский фронт. Городской комитет обороны принял постановление о строительстве оборонительного рубежа Сталинградского обвода и о восстановлении автогужевой дороги Сталинград-Красноармейск.
17 июля 1942 г. — Началась героическая оборона Сталинграда. Начало Сталинградской битвы.
15 августа 1942 г. — Принято решение бюро обкома ВКП(б) об эвакуации населения из Сталинграда и районов, близко расположенных к фронту.
23 августа 1942 г. — Сталинград подвергся варварской бомбардировке, уничтожившей большую часть города.
25 августа 1942 г. — Сталинград объявлен на осадном положении.
13 сентября 1942 г. — Начались бои в центральной части города.
4—14 октября 1942 г. — Ожесточённые бои развернулись в районе тракторного завода.
19 ноября 1942 г. — Начало контр-наступительной операции советских войск под Сталинградом.
20 ноября 1942 г. — Перешли в наступление войска Сталинградского фронта.
23 ноября 1942 г. — Наступавшие войска Сталинградского и Юго-Западного фронтов соединились в районе хутора Советского. В кольце окружения оказались 22 вражеские дивизии и 160 отдельных частей общей численностью 330 тысяч солдат и офицеров.
Ноябрь 1942 г. — Организован штаб партизанского движения Сталинградского фронта.
22 декабря 1942 г. — Президиум Совета СССР учредил медали «За оборону Сталинграда», «За оборону Ленинграда», «За оборону Одессы», «За оборону Севастополя».

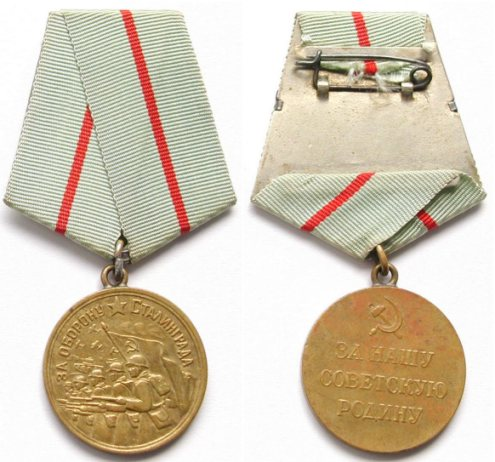
Медаль «За оборону Сталинграда»

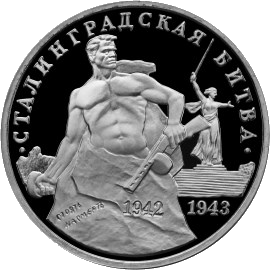
Памятная монета «Сталинградская битва» к 50-летию Победы на Волге (серия Великая Отечественная война 1941—1945 г.)

10 января 1943 г. — Войска Донского фронта начали генеральное наступление на окружённую под Сталинградом группировку немецко-фашистских войск.
31 января 1943 г. — Советские войска пленили в Сталинграде южную группу гитлеровских войск во главе с генерал-фельдмаршалом Ф. Паулюсом и его штабом.
2 февраля 1943 г. — Завершена ликвидация группировки немецко-фашистских войск, окружённой в районе Сталинграда. Окончание Сталинградской битвы.
2-4 февраля 1943 г. — Бюро обкома ВКП(б) и исполком областного Совета разработали мероприятия по восстановлению МТС и колхозов области.
3 февраля 1943 г. — Обком и горком ВКП(б) обратились к рабочим, служащим, ко всем трудящимся Сталинграда с призывом принять активное участие в восстановлении города-героя.
13 марта 1943 г. — Возобновил работу Сталинградский мясокомбинат.
15 марта 1943 г. — В Сталинграде восстановлена телефонная и телеграфная связь.
19 марта 1943 г. — СталГРЭС дала ток южной части города.
20 марта 1943 г. — В фонд восстановления Сталинграда поступили средства из Туркмении, Южного Казахстана и Коми-Пермяцкого национального округа.
2 мая 1943 г. — Состоялся футбольный матч «На руинах Сталинграда».
31 мая 1943 г. — С тракторного завода отправлен на фронт первый эшелон отремонтированных танков «Ответ Сталинграда».
6 июля 1943 г. — Городской комитет обороны принял постановление об охране и реставрации памятников героической обороны Сталинграда.
19 июля 1943 г. — Восстановлена ТЭЦ тракторного завода.
20 июля 1943 г. — Вступил в строй кузнечный цех СТЗ.
31 июля 1943 г. — Металлурги завода «Красный Октябрь» дали первую после освобождения города плавку стали.
7 июля 1944 г. — Совнаркомом СССР принято постановление об открытии сельскохозяйственного института в г. Урюпинске Сталинградской области (ныне Волгоградская государственная сельскохозяйственная академия).
22 октября 1944 г. — Вступил в строй гидролизный завод.
Конец 1944 г. — В Сталинграде восстановлено и построено 7 школ, 13 детских садов, 192 магазина, 173 столовые. В течение года на фронт ушло около 1 тысячи коммунистов. В ряды ВКП(б) было принято 7245 человек.
7 февраля 1945 г. — Указом Президиума Верховного Совета СССР за выдающиеся заслуги перед Родиной в дни Великой Отечественной войны Сталинградский тракторный завод награждён орденом Отечественной войны I степени.
16 апреля 1945 г. — Совнарком СССР утвердил Генеральный план города Сталинграда.
1 мая 1945 г. — в Приказе Верховного Главнокомандующего от 1 мая 1945 года № 20 городами-героями названы Сталинград, Ленинград, Севастополь и Одесса.
7 ноября 1945 г. — Из эвакуации возвратился Сталинградский театр музкомедии.
25 декабря 1945 г. — Бюро обкома ВКП(б) приняло постановление о восстановлении и расширении «зелёного кольца» вокруг города Сталинграда, созданного в 1935 г. и разрушенного во время Сталинградской битвы.
15 апреля 1948 г. — Заключён договор о социалистическом соревновании между городом Сталинградом и городом Минском на лучшее восстановление городов.
7 июня 1948 г. — Указом Президиума Верховного Совета СССР за успешное выполнение заданий правительства и в связи с пятидесятилетием завод «Красный Октябрь» награждён орденом Трудового Красного Знамени. Трест «Металлургстрой», восстанавливавший завод, также награждён орденом Трудового Красного Знамени.
21 октября 1949 г. — СТЗ достиг проектной мощности. С 25 ноября 1949 г. завод перешёл на выпуск дизельных тракторов ДТ-54.
Декабрь 1949 г. — Промышленность Сталинграда по выпуску продукции превзошла довоенный уровень на 31,5 %.

### 1950-е

Проспект Сталинград в Брюсселе

1 октября 1950 г. — Открылась первая послевоенная Сталинградская промышленная и сельскохозяйственная выставка.
31 мая 1952 г. — Волго-Донской судоходный канал навсегда соединил воды двух великих рек.
2 августа 1952 г. — Завершено восстановление здания драмтеатра им. М. Горького.
23 октября 1953 г. — Закончена прокладка газопровода Арчеда—Сталинград, началась газификация города на основе Жирновского и Арчединского месторождений.
1954 г. — Железнодорожный вокзал «Сталинград I» встретил первых пассажиров.
19 сентября 1954 г. — Открылся Сталинградский планетарий.
Декабрь 1957 г. — Введён в строй действующих предприятий нефтеперерабатывающий завод.
1958 г. — Пущена крупнейшая в Европе Сталинградская ГЭС. В этом же году Волгоград был официально принят в члены всемирной федерации породнённых городов.
13 марта 1958 г. — Вступил в строй Сталинградский телецентр.
26 января 1959 г. — Сталинградский алюминиевый завод (ныне — Волгоградский алюминиевый завод) дал стране первую продукцию.

### 1960-е

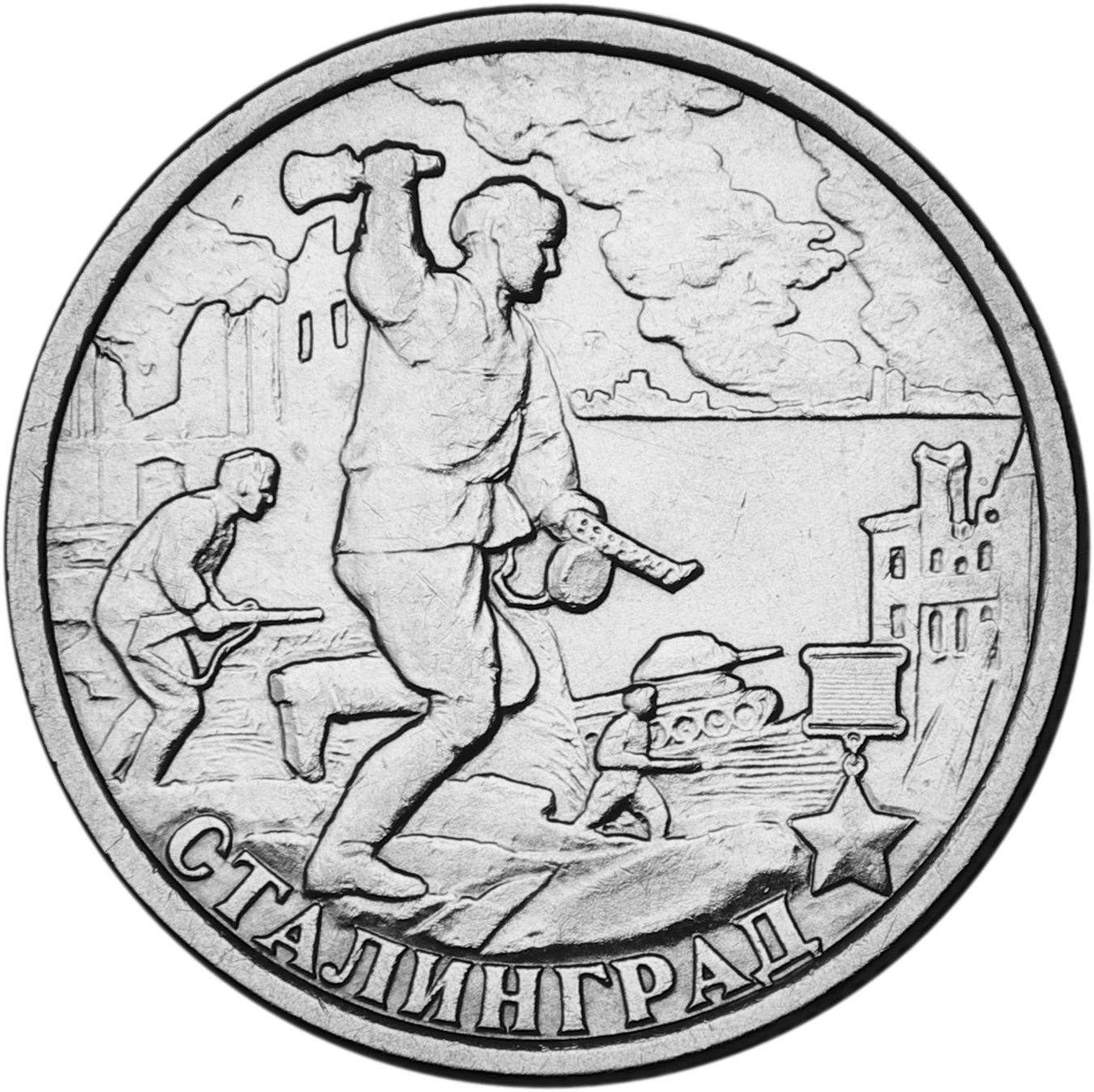
Монета достоинством 2 руб, 2000

4 апреля 1960 г. — С главного конвейера тракторного завода сошёл миллионный трактор (в 15-сильном исчислении).
31 декабря 1960 г. — в городе появился первый троллейбус.
сентябрь 1961 года — открытие Детской соматической больницы № 8 (ныне ГУЗ «Детская клиническая больница № 8»).
10 ноября 1961 г. — ЦК КПСС принял решение о переименовании Сталинграда в Волгоград «по просьбе трудящихся».

## Волгоград

### 1960-е
1 февраля 1963 года — зажжён Вечный огонь на площади Павших Борцов.
май 1963 года — город с визитом посетил Фидель Кастро.
27 декабря 1963 года — вступил в строй Волгоградский моторный завод.
30 декабря 1964 года — вступил в строй действующих Волгоградский сажевый завод (ныне — Волгоградский завод технического углерода).
8 мая 1965 года — Волгоград как «Город-герой» награждён орденом Ленина и медалью «Золотая звезда».
15 октября 1967 года — на Мамаевом кургане открыт памятник-ансамбль «Героям Сталинградской битвы».
21 декабря 1967 г. — введено в эксплуатацию новое здание цирка.
1967 год — первые слушатели вошли в аудитории Высшей следственной школы МВД (ныне — Волгоградская юридическая академия МВД России).
4 мая 1968 года — учреждено звание «Почётный гражданин города-героя Волгограда».

### 1970-е
22 марта 1970 г. — вновь открылся Волгоградский театр юного зрителя.
4 мая 1970 г. — сессия Волгоградского городского Совета депутатов трудящихся приняла решение присвоить звание «Почётный гражданин города-героя Волгограда» выдающимся участникам Сталинградской битвы: Василию Ивановичу Чуйкову, Михаилу Степановичу Шумилову, Алексею Семёновичу Чуянову, Андрею Ивановичу Ерёменко, Александру Ильичу Родимцеву.
26 ноября 1970 г. — на площади Павших борцов состоялся многотысячный митинг представителей трудящихся, посвящённый награждению Волгоградской области орденом Ленина.
29 декабря 1970 г. — в строй действующих предприятий вступила Волгоградская обувная фабрика мощностью 5 626 000 пар обуви в год.

### 1980-е

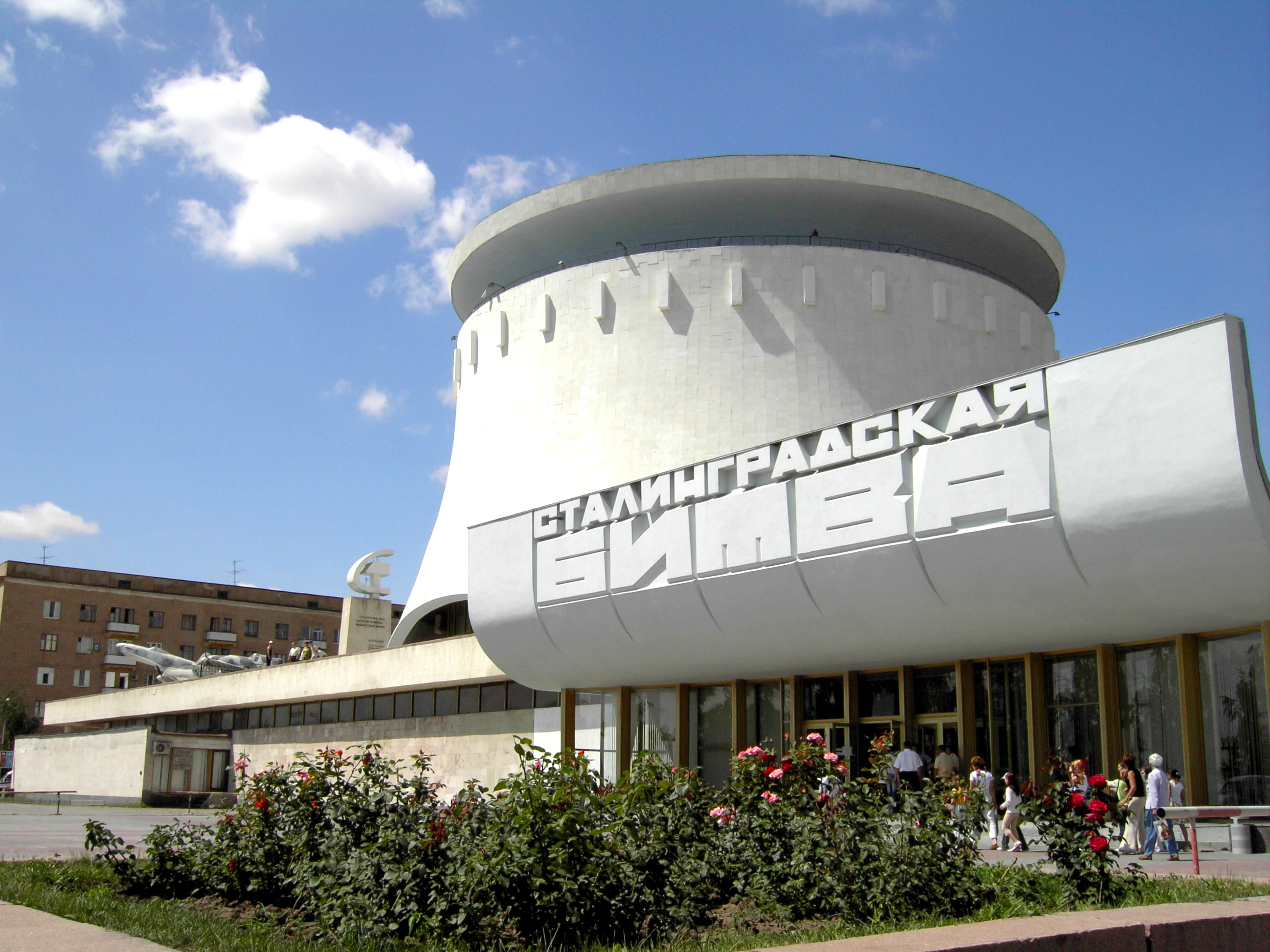
Музей-панорама «Сталинградская битва»

1 сентября 1980 г. — состоялось торжественное открытие Волгоградского государственного университета.
27 декабря 1981 г. — состоялось открытие нового современного здания городского Дворца пионеров и школьников.
8 июля 1982 г. — торжественно открыт музей-панорама «Сталинградская битва».
Октябрь 1984 г. — утверждён третий градостроительный генеральный план Волгограда, определивший развитие города до конца столетия.
5 ноября 1984 г. — введена в действие первая очередь системы скоростного трамвая (метротрама), соединившая центр города с его северными районами, длиной 13 км, из них 3 км — под землёй.
4 мая 1985 г. — открыт памятник участникам возрождения Волгограда. На открытии выступила инициатор черкасовского движения А. М. Черкасова.

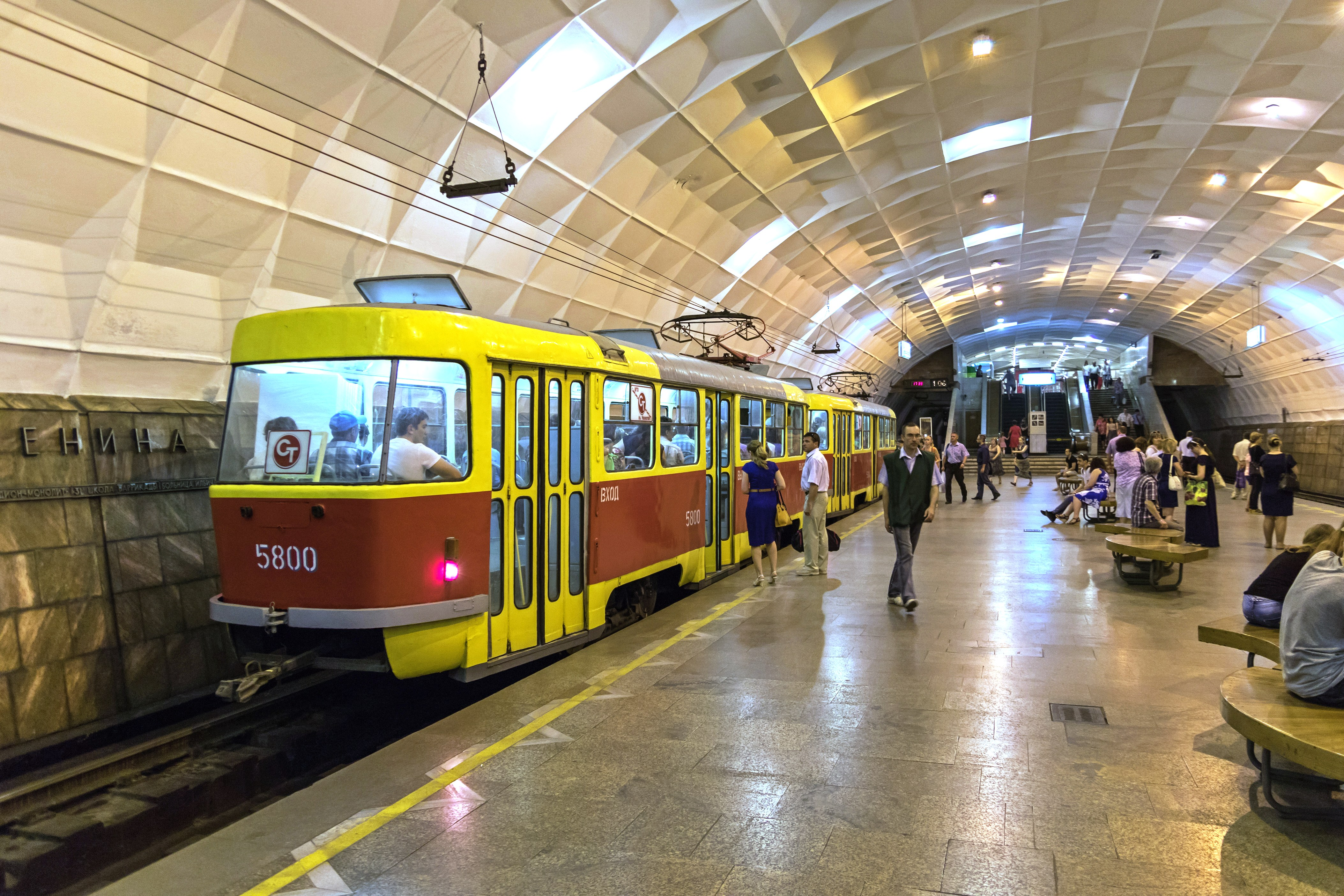
Станция метротрама

6 января 1986 г. — с нового конвейера Волгоградского тракторного завода сошли первые энергонасыщенные тракторы ДТ-175 «Волгарь».
3 августа 1987 г. — состоялось вручение городу-герою Волгограду памятной медали Организации Объединённых Наций в честь Международного года мира.
20 сентября 1987 г. — впервые проведён общегородской праздник — День города Волгограда.
16 ноября 1987 г. — состоялась церемония вручения Волгограду Почётного диплома ООН и присвоение городу звания «Посланец мира».
3 мая 1989 г. — в Волгограде родился миллионный житель. Волгоград стал двадцать четвёртым по счёту городом-миллионником в СССР.
2—3 сентября 1989 г. — Волгоград отпраздновал своё 400-летие. С этого года отмечать в первые выходные дни сентября «День города» стало традицией.

### 1990-е
1990 г. — В январе массовые митинги волгоградцев на центральной набережной привели к отставке первого секретаря обкома КПСС В. И. Калашникова и бюро обкома партии. Новый состав бюро и новый первый секретарь областного комитета КПСС А. М. Анипкин уже не обладали полнотой контроля над регионом. На состоявшихся 4 марта выборах в областной и городской советы сформировались группы депутатов, ориентировавшихся на демократические реформы, они не
обладали большинством, но большинства уже не было и у депутатов, избранных при поддержке КПСС.
Создан Историко-этнографический и архитектурный музей-заповедник «Старая Сарепта».
Создан Центр русской духовно-певческой культуры «Конкордия» (руководитель Михаил Рубцов)
Фирма «Мелодия» выпустила пластинку «Я живу в Волгограде» с песнями волгоградских композиторов (код С90 29919 006).
Январь — открыт Волгоградский областной центр по профилактике и борьбе со СПИДом.
На базе Волгоградского государственного института физкультуры (ныне — Волгоградская государственная академия физической культуры) создана Поволжская олимпийская академия.
Июнь — вышел первый номер газеты «Городские вести» — органа городской совета.
23 июня — вышел первый номер «Новой газеты» — органа областного совета.
24 июня — создан Волгоградский округ донских казаков.
1991 г. — Волгоград стал членом Ассоциации городов, расположенных на юге России.
Май — в Волгограде открылась Детская художественная галерея.
Июль — вышел первый номер газеты «Казачий круг». Вышел первый номер общественно-религиозной газеты «Православное слово».
11 июля — образована Нижне-Волжская таможня.
Август — стартовал городской конкурс «Провинциальная муза».
17 сентября — открытие первого Международного театрального фестиваля в Волгограде, организованного Новым Экспериментальным Театром.
22—27 октября — в Волгограде прошёл 1-й Международный фестиваль авангардного искусства «Кайфедра».
4 ноября — в Волгограде открылось Епархиальное духовное училище.
1992 г. — 4 января создан Волгоградский институт управления, в 1995 г. переименован в Волгоградскую академию государственной службы.
Март — открыт Волгоградский областной армянский культурный центр им. А. С. Грибоедова.
19 мая — учреждена Волгоградская телерадиокомпания.
29 мая — в Волгограде открылась частная художественная галерея «Вернисаж».
Октябрь — начала работу первая радиостанция в FM-диапазоне: «Европа Плюс Волгоград».
Первый набор в Волгоградский филиал Самарской государственной академии культуры и искусств.
Декабрь — на базе ВолГУ учреждён русско-немецкий культурно-образовательный центр.
Малый Совет Волгоградского облсовета принял решение об учреждении Государственного Донского казачьего театра.
В Волгограде создан Союз немцев Поволжья «Хаймат» («Родина»).
1993 г. — в Волжском создано автобусное производство.
Волгоград вступил в Лигу мира.
В Волгограде открыта первая в России детская академия искусств на базе школы искусств № 4.
20 февраля — создана Волгоградская оперная антреприза под руководством В. Венедиктова.
26 марта — открыто Волгоградское отделение Российского детского фонда.
Июль — учреждена премия А. М. Черкасовой, которая присуждается за конкретный вклад в благоустройство Волгограда.
14 октября — состоялось открытие первого в России Царицынского Православного университета.
10 ноября — в училище искусств (ныне Волгоградский муниципальный институт искусств им. П. А. Серебрякова) состоялась презентация Волгоградской детской филармонии.
1994 г. — создан таможенный пост «Волгоград-Авиа», в мае 1995 г. получил статус международного.
1 марта — начало трансляции телепрограмм Волгоградского муниципального телевидения.
Апрель — открылся выставочный зал на ул. Чуйкова, 37.
30 апреля — начала техническое вещание радиостанция «Новая волна».
1995 г.
9 апреля — в Волгограде проводился 1-й Международный конкурс юных музыкантов.
7 мая — на набережной Волгограда прошла церемония открытия памятника Бронекатеру-13, посвящённая подвигу моряков Волжской военной флотилии в дни Сталинградской битвы.
8 мая — в Волгограде в сквере набережной был открыт памятник мирному населению города, погибшему в Сталинграде.
Июль — в Волгограде начал работать Всероссийский региональный центр культуры и искусства им. В. М. Шукшина.
10 августа — постановлением администрации г. Волгограда № 762-п Волгоградский муниципальный театр музыкальной комедии преобразован в Волгоградский муниципальный музыкальный театр.
1996 — первым лауреатом ежегодной премии Союза писателей России и Волгоградской писательской организации «Сталинград» стала М. К. Агашина.
Август — волгоградские спортсмены привезли из Олимпийской Атланты 5 золотых, 4 серебряных и 1 бронзовую медаль.
25 сентября — Городской Думой принят Устав города-героя Волгограда.
22-27 октября — в Волгограде прошли дни культуры республики Беларусь «Шаги навстречу».

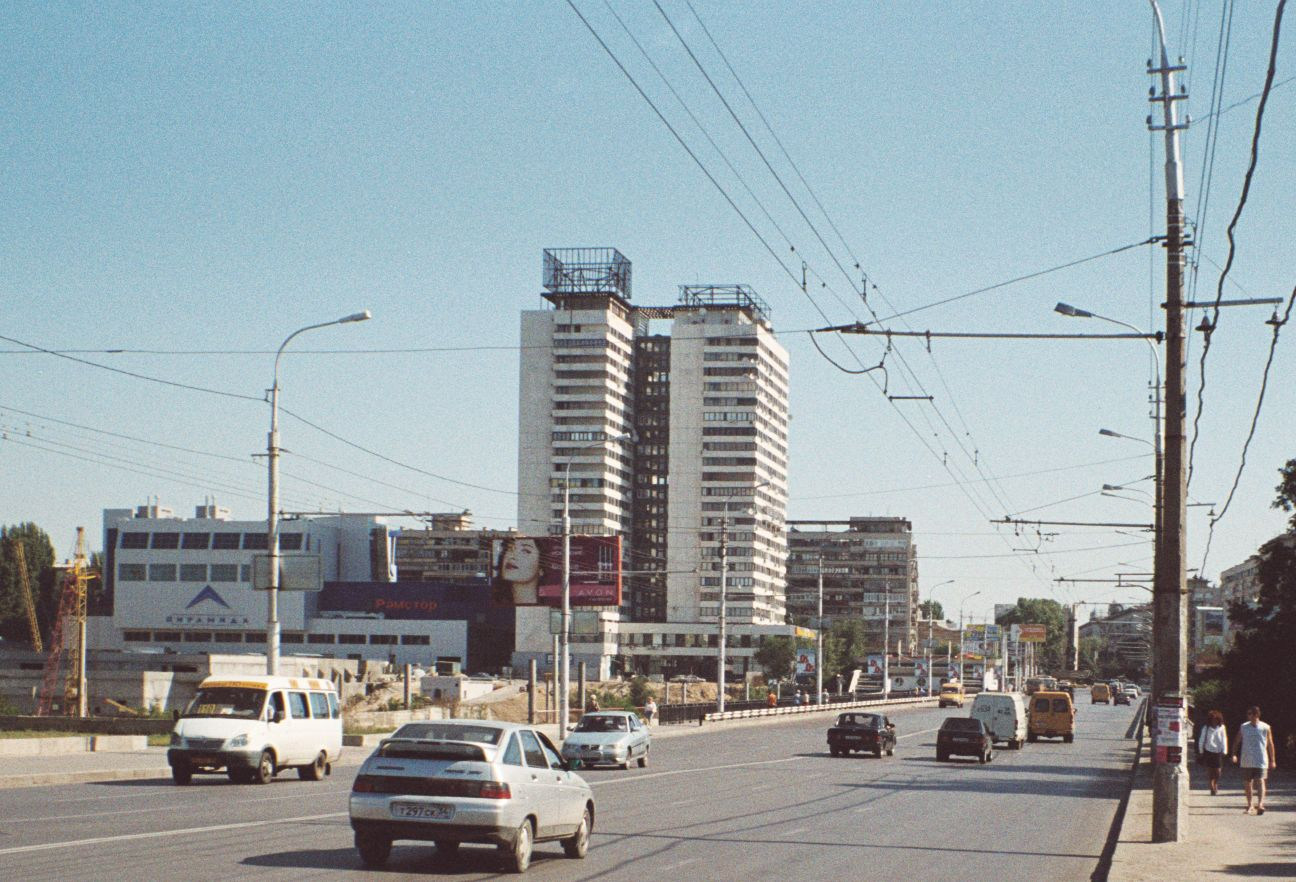
Новое жилое (изначально задумывалась гостиница) здание на главной улице Волгограда и троллейбусная контактная линия (2005)

1997 — выдающимся человеком двадцатого столетия назван художественный руководитель и главный дирижёр Волгоградского академического симфонического оркестра Э. Серов. Его имя включено в список, который составляет Международный биографический центр (Кембридж).
Март — в Волгограде зарегистрировано и начало работать Волгоградское областное общество дружбы и культурных связей «Волгоград — США».
20 июня — состоялось официальное открытие центра российского кино в волгоградском кинотеатре «Родина».
6 ноября — министр обороны РФ издал приказ № 397 с пунктом о перебазировке Качинского высшего военного авиационного училища летчиков в г. Армавир.
11 декабря — в Волгограде состоялось открытие областного центра театра и музыки, на базе Дома культуры им. Ленина.
20 декабря — состоялось официальное открытие Волгоградского областного кардиологического центра.
1998 — Волгоград выбыл из числа городов-миллионников по данным текущего статистического учёта.
Февраль — в Красноармейском районе Волгограда открылся выставочный зал.
5—11 апреля — в Волгограде прошёл Международный культурный форум «Гармония будущего».
Сентябрь — в Волгограде прошёл 1-й фестиваль театров кукол городов юга России. 12-16 ноября — Волгограде прошёл Всероссийский праздник народной музыки.
2 декабря — в Волгограде открылся новый художественный салон по ул. Советской, 20.
1999
Январь — при Волгоградском педагогическом университете создан ботанический сад площадью в один гектар.
Апрель — в Волгограде открылся новый театр «Молодёжный театр спонтанности и парадокса».
8 мая — в Волгограде состоялось торжественное открытие памятнику В. И. Чуйкову.
14 мая — утверждён Почётный знак Администрации Волгоградской области «Хранитель традиций».
Июль — в Волгограде прошёл 1-й Всероссийский конкурс на лучшее исполнение русской народной песни и русского романса.
22 июля — постановлением администрации Волгоградской области создан Волгоградский детский музыкальный экспериментальный театр.
Август — состоялось торжественное открытие филиала Академии культуры России.
21 августа — в Волгограде открылся 1-й Всероссийский фестиваль национальной культуры.
Сентябрь — в ВолГУ открыт Интернет-центр.
Открылся Дом художника (ныне Музейно-выставочный центр) по адресу: ул. Краснознаменская, 6.
Первую премию на конкурсе, посвящённом 410-летию Волгограда, получила песня «Мой город» композитора Ю. Баранова.
29 октября — в Доме правительства (Москва) начала работать фотовыставка «Волгоградская область: верность традициям, уверенность в будущем».

### 2000-е

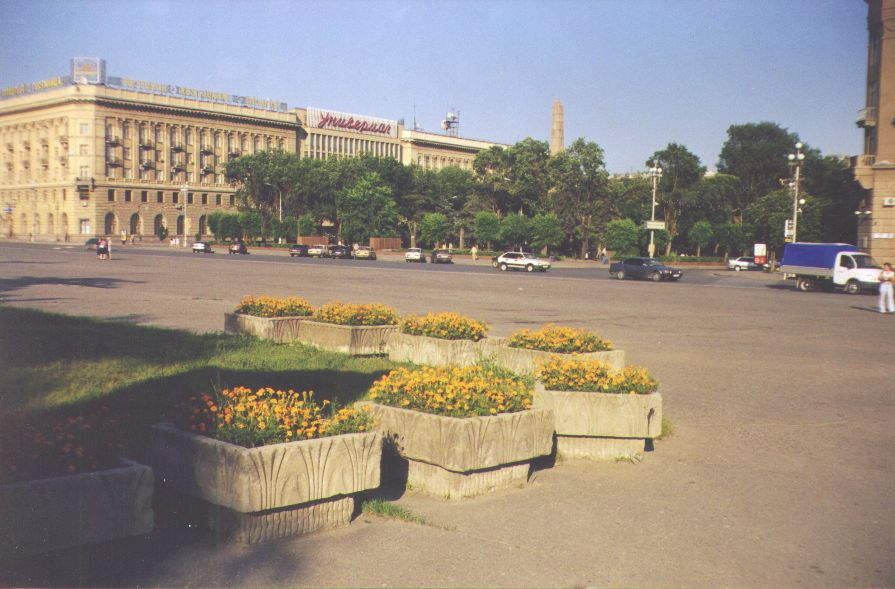
Площадь в центре Волгограда (2003)

2000
2 ноября — в Волгограде открылся областной центр репродуктивного здоровья, расположившегося на территории областной клинической больницы № 1.
С 16 по 22 мая 2003 года в Волгограде прошли Третьи молодёжные Дельфийские игры России. Подготовку и проведение мероприятия осуществил Национальный Дельфийский совет России.
19 ноября — открылся музей Поста № 1. В нём представлены экспонаты, переданные Посту № 1 ветеранами Сталинградской битвы, участниками Вахт памяти.
2001
Июль — в Волгограде открылось представительство Международной ассоциации по борьбе с наркоманией и наркобизнесом.
1 сентября — в Волгограде открылся центр геронтологии.
14 сентября — постановлением Главы Администрации Волгоградской области было создано государственное учреждение Волгоградский областной социально-реабилитационный центр для несовершеннолетних с ограниченными возможностями «Вдохновение». 1 октября состоялось первое собрание детей, имеющих инвалидность.
2 октября — в Волгограде открылся первый частный артсалон.
2002 — Волгоград повторно вошёл в число городов-миллионников по данным Всероссийской переписи населения.
2004 — Волгоград вновь перестал быть городом-миллионником по данным текущего статистического учёта.
2006 — по согласованию с Патриархом было решено, что духовным покровителем города станет святой князь Александр Невский. Таким образом, Волгоград — второй город в России после Санкт-Петербурга, чьим покровителем является Александр Невский

.
2008
Волгоград вновь вернул статус города-миллионника.
10 октября 2009 года — открыта первая очередь моста через Волгу
В 1990—2003 годы администрацией Волгограда руководил Ю. В. Чехов. Временным главой города в 2003 году был А. В. Тюрин. С 2003 пост главы Волгограда занимал Е. П. Ищенко, в 2006 году отстранённый от должности по обвинению в превышении полномочий и незаконной предпринимательской деятельности. Исполняющим его обязанности был Р. Т. Херианов.

### 2010-е
2011
март — в состав города включены 28 населённых пунктов, благодаря жителям которых Волгоград снова стал городом-миллионником.
- В Красноармейский район включены поселки: Южный, имени XIX Партсъезда, Соляной.
- В Кировский район включены все хутора острова Сарпинский: Бекетовский Перекат, Бобыли, Волгострой, Зайчики, Кожзавод, Крестовый, Лесной, Лещев, Павловский, Песчаная 1-я, Песчаная 2-я, Песчаная 3-я, Рыбовод.
- В Советский район включены поселки: Горьковский, Водный, Горный, Горная Поляна, Гули Королёвой и Майский, село Песчанка.
- В Дзержинский район включены: посёлок Гумрак, хутора Каменный Буерак и Овражный.
- В Тракторозаводской район включены три посёлка: Водстрой, Заречный и Орловка.

1 декабря — открылась вторая очередь Волгоградского метротрама из трёх станций.

## Теракты
25 июля 1996 года в отстойнике станции Волгоград I сработало взрывное устройство в тамбуре хвостового вагона поезда «Астрахань — Волгоград». Были разрушены крыша вагона, рабочий тамбур, туалет, три купе и выбиты стёкла в вагоне, стоявшем рядом. Эксперты оценили силу взрыва в 500 грамм в тротиловом эквиваленте. Никто не пострадал.
2 августа в туалете вагона поезда этого же маршрута было обнаружено и обезврежено ещё одно самодельное взрывное устройство.
12 августа 1996 года на станции Трубная Волгоградской области в поезде «Астрахань — Волгоград» вновь произошёл взрыв, один человек погиб, восемь получили ранения.
31 мая 2000 года произошёл подрыв самодельного взрывного устройства у КПП 255-го мотострелкового полка 20-й гвардейской дивизии на пр. Жукова. Отряд военнослужащих шёл на завтрак. Взрывчатка была закреплена на дереве на высоте 1,3 м. В качестве начинки использовались два килограмма тротила и куски толстой проволоки. Бомба сработала по сигналу с пульта дистанционного управления в 7:05 часов. Один человек погиб, 15 ранены.
24 августа 2004 года в результате террористического акта разбился авиалайнер Ту-134, выполнявший рейс Москва — Волгоград.
26 апреля 2011 года произошло два взрыва: у здания городского ГИБДД, а также возле академии МВД.
7 августа 2013 года сработало самодельное взрывное устройство у здания отдельного батальона ДПС; в тот же день было обезврежено самодельное взрывное устройство на стоянке машин, принадлежащей ДПС.
21 октября 2013 года террористка-смертница взорвала автобус ЛиАЗ в Красноармейском районе. На конец дня 21 октября погибло 6 человек. Одна пассажирка автобуса позднее скончалась 18 ноября в московской больнице.
29 декабря 2013 года террорист-смертник взорвал самодельную бомбу на железнодорожном вокзале города, в результате чего погибло 18 человек и до 50 человек пострадало.
30 декабря 2013 года произошёл взрыв в троллейбусе неподалёку от рынка в Дзержинском районе. Погибло 16 человек и 41 пострадал.